# 게이

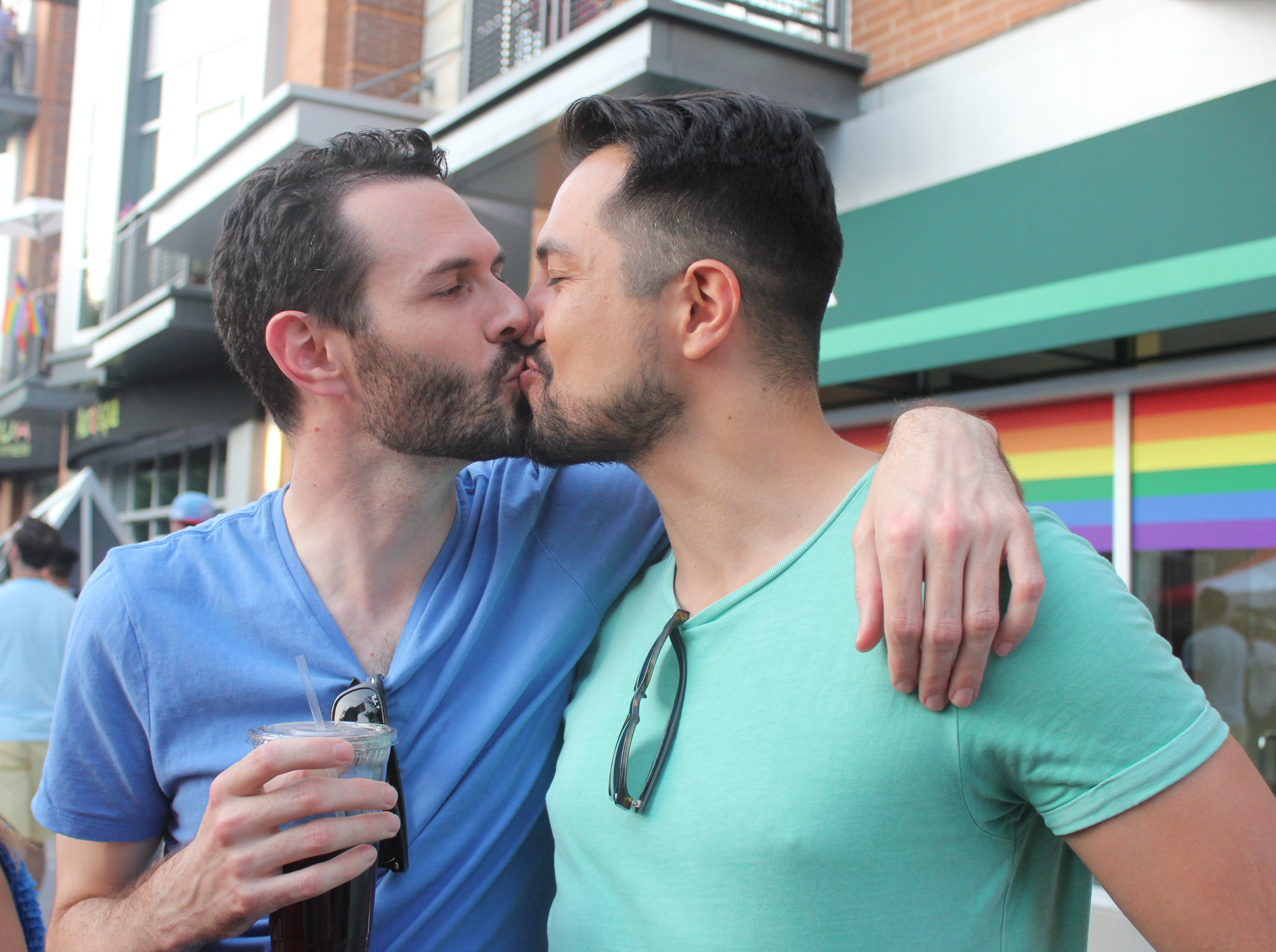
게이 프라이드에서 입을 맞추는 게이 커플

남성 동성애를 나타내는 두 개의 서로 맞물린 화성 상징 기호.

게이(gay), 또는 게이 남성(gay men)은 남성 동성애자를 가리킨다. 일부 양성애자와 호모로맨틱 남성 또한 게이로 동시에 정체화할 수 있으며, 오늘날 많은 젊은 게이 남성이 스스로를 퀴어로 정체화한다. 역사적으로 게이는 우라니언, 인버츠 등 다양한 용어로 언급되어 왔다.
게이는 아시아, 아프리카, 중동을 포함한 세계의 많은 지역에서 지속적으로 심각한 차별에 직면해 있다. 미국에서 많은 게이가 여전히 일상 생활에서 차별에 직면하고 있지만 일부 오픈리 게이는 국가적 성공과 명성을 얻었다. 유럽에서 그자비에 베텔은 현재 룩셈부르크의 총리로 재직하고 있으며, 리오 버라드커는 2017년 6월부터 2020년 6월까지 아일랜드 정부 총리를 역임하였고 현재 부총리를 맡고 있다. 엘리오 디 뤼포는 2011년부터 2014년까지 벨기에 총리를 역임하였다.
과거 한동안 게이라는 용어는 동성애자 남성과 관련된 모든 것과 동의어로 사용되었다. 예를 들어, 게이바라는 용어는 여전히 주로 동성애자 남성 고객을 대상으로 하거나 게이 남성 문화의 일부인 바를 가리킨다. 그러나 20세기 말부터 성소수자 단체와 문서 지침에서 게이라는 단어를 같은 성별에만 끌리는 모든 사람을 설명하도록 권장하였고, 레즈비언은 여성 동성애자, 게이 남성(gay men)은 남성 동성애자를 특정하는 데 쓰이게 되었다. 오늘날의 한국어권에서 남성 동성애자는 게이, 여성 동성애자는 레즈비언으로 지칭하는 것이 일반적이다.

## 역사
일부 학자들은 "동성애자"와 "게이"라는 용어가 고대 문화의 남성에게 적용될 때 문제가 된다고 주장한다. 예를 들어 그리스인이나 로마인 모두 현대의 "동성애" 개념과 동일한 의미 범위를 포괄하는 단어를 하나도 가지고 있지 않았기 때문이다. 또한 시간적, 공간적 배경에 따라 수용에 차이가 있는 다양한 성행위가 있었다. 다른 학자들은 고대와 현대의 남성 동성애자 사이에 상당한 유사점이 있다고 주장한다.
아브라함 계통의 종교의 영향을 받은 문화에서 법과 교회는 남색을 신법을 위반하거나 자연 질서에 위배되는 범죄로 규정하였다. 그러나 남성 간의 항문 성교에 대한 정죄는 기독교 신앙보다 앞서 있다. 소크라테스, 바이런 경, 에드워드 2세, 하드리아누스를 포함한 많은 역사적 인물들에게 게이 또는 양성애자와 같은 용어가 쓰였다. 미셸 푸코와 같은 일부 학자는 이것을 당대와 맞지 않는 현대의 섹슈얼리티 구조를 시대착오적으로 도입하는 위험이라 보았지만, 다른 학자들이 이 주장에 대하여 이의를 제기하였다.

### 아프리카

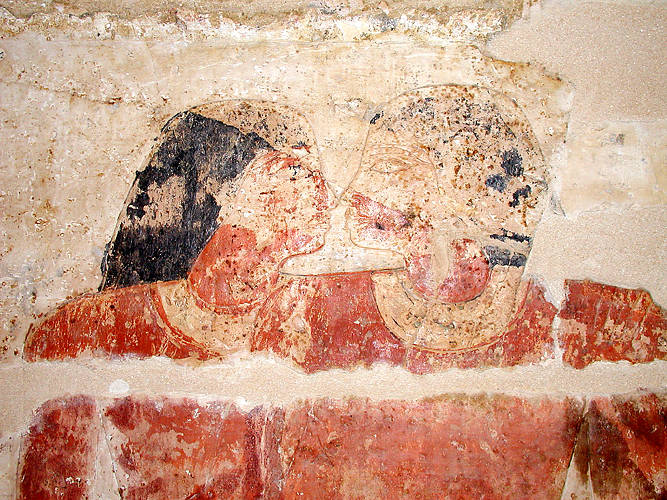
서로 코를 맞대는 크눔호텝과 니안크크눔

동성애자 남성 연인으로 추정되는 역사상 최초의 기록은 일반적으로 기원전 2400년 경에 살았던 고대 이집트의 연인 크눔호텝과 니안크크눔으로 본다. 두 사람은 이집트 미술에서 가장 친밀한 자세인 서로 코를 맞대는 모습으로 묘사되어 있으며, 후계자로 보이는 이들에게 둘러싸여 있다. 6세기 또는 7세기의 애슈몰린 파치먼트 AN 1981.940은 콥트어로 된 남성 간의 사랑 주문을 보여주는 유일한 예이다. 1240년 경 콥트 이집트 기독교 작가 아불 파다일 이븐 알아살은 페타 나가스트라고 알려진 법전을 편찬하였다. 그으즈어로 쓰인 이 법전에서 이븐 알아살은 열두 사도의 작가와 비잔틴 제국의 이전 법을 인용하였다. 페타 나가스트는 두 부분으로 나뉘어 쓰였는데, 첫 번째 부분은 교회의 위계적 성사를 다루고 종교적 의식과 관련이 되어 있다. 두 번째 부분은 가정법과 같은 평신도에 대한 민간 행정에 관련한 것이다. 1960년 정부가 에티오피아의 민법을 제정할 때, 성문화 위원회의 영감으로 페타 나가스트를 인용하였다. 보다 최근에는 유럽의 아프리카 식민화로 인하여 반소도미법이 도입되었으며, 이는 오늘날 아프리카 국가들이 일반적으로 동성애자 남성에 대하여 그토록 엄격한 법을 시행하는 주된 이유로 여겨진다. 아프리카의 세 국가와 기타 관할 구역에서는 동성애자 남성에게 사형을 선고하였다. 여기에는 모리타니와 나이지리아, 주발랜드의 여러 지역이 포함된다.

### 아메리카

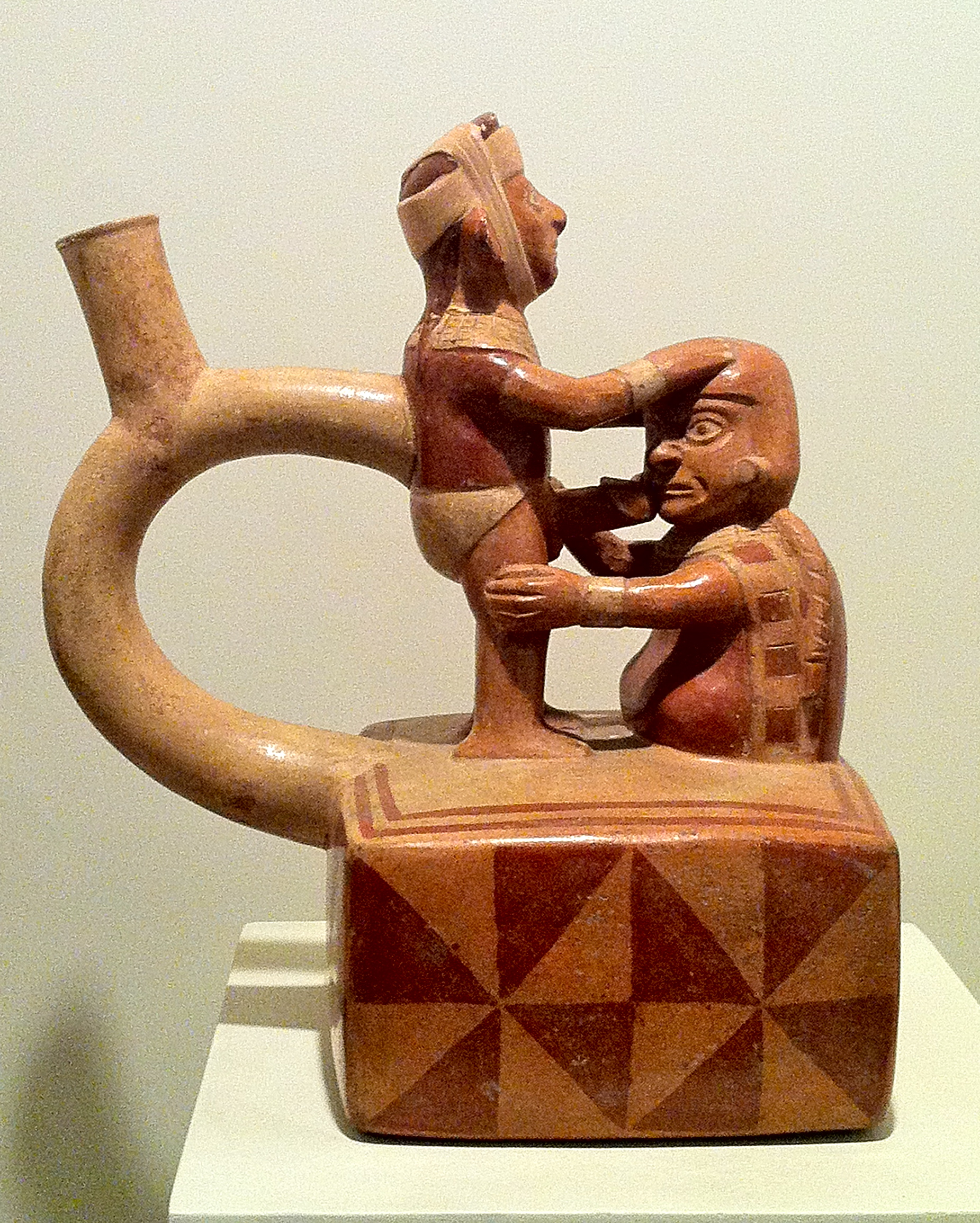
구강 성교를 하는 두 남자를 묘사한 콜럼버스 이전 시대의 도자기

다른 많은 비서구권 문화와 마찬가지로, 성적 지향에 대한 서양의 개념이 콜럼버스 이전 문화에 어느 정도 적용이 되는 지를 가늠하기는 쉽지 않다. 남성 간의 동성애 성행위에 대한 증거는 아즈텍, 마야, 케추아족, 모체, 사포텍, 잉카, 브라질의 투피남바 등 정복 이전의 많은 라틴 아메리카 문명에서 발견되었다. 스페인 콩키스타도르들은 원주민들 사이에서 공개적으로 행해지는 남색을 발견하고 공포를 표현하였으며, 이것을 그들의 열등함을 보여주는 증거로 사용하였다. 콩키스타도르들은 원주민들 사이의 광범위한 남색을 이야기하며 그들을 야만인으로 묘사하고, 그들을 정복하여 기독교로 강제 개종시키는 것을 정당화하였다. 콩키스타도르의 영향력과 힘이 커짐에 따라 많은 원주민 지도자들이 동성애 행위를 스스로 비난하기 시작하였다. 유럽의 아메리카 식민지화 이후, 동성애 행위는 종교 재판소에 기소되었고, 때때로 남색 혐의로 인하여 사형을 선고 받기도 하였으며, 은밀하게 이루어지게 되었다. 많은 동성애자 남성들이 겉치레를 하고자 이성애 결혼을 하였고, 일부는 대중의 감시를 피하고자 성직자 자리로 눈을 돌렸다.
멕시코 종교 재판이 진행되는 동안 일련의 고발 끝에 당국은 1658년 동성애 혐의로 123명의 남성을 체포하였다. 이 중 많은 사람들이 화를 면하였으나 왕립 형사 재판소는 1497년 가톨릭 여왕 이사벨이 통과시킨 법에 따라 사회적, 인종적 배경이 다른 14명의 남성에게 공개 화형을 선고하였다. 이 판결은 1658년 11월 6일에 단체 집행되었다. 이러한 재판과 1660년, 1673년, 1687년에 발생한 재판 기록은 당시 다른 많은 대도시와 마찬가지로 멕시코시티에도 하층 사회가 활성화되어 있었음을 시사한다.

### 동아시아

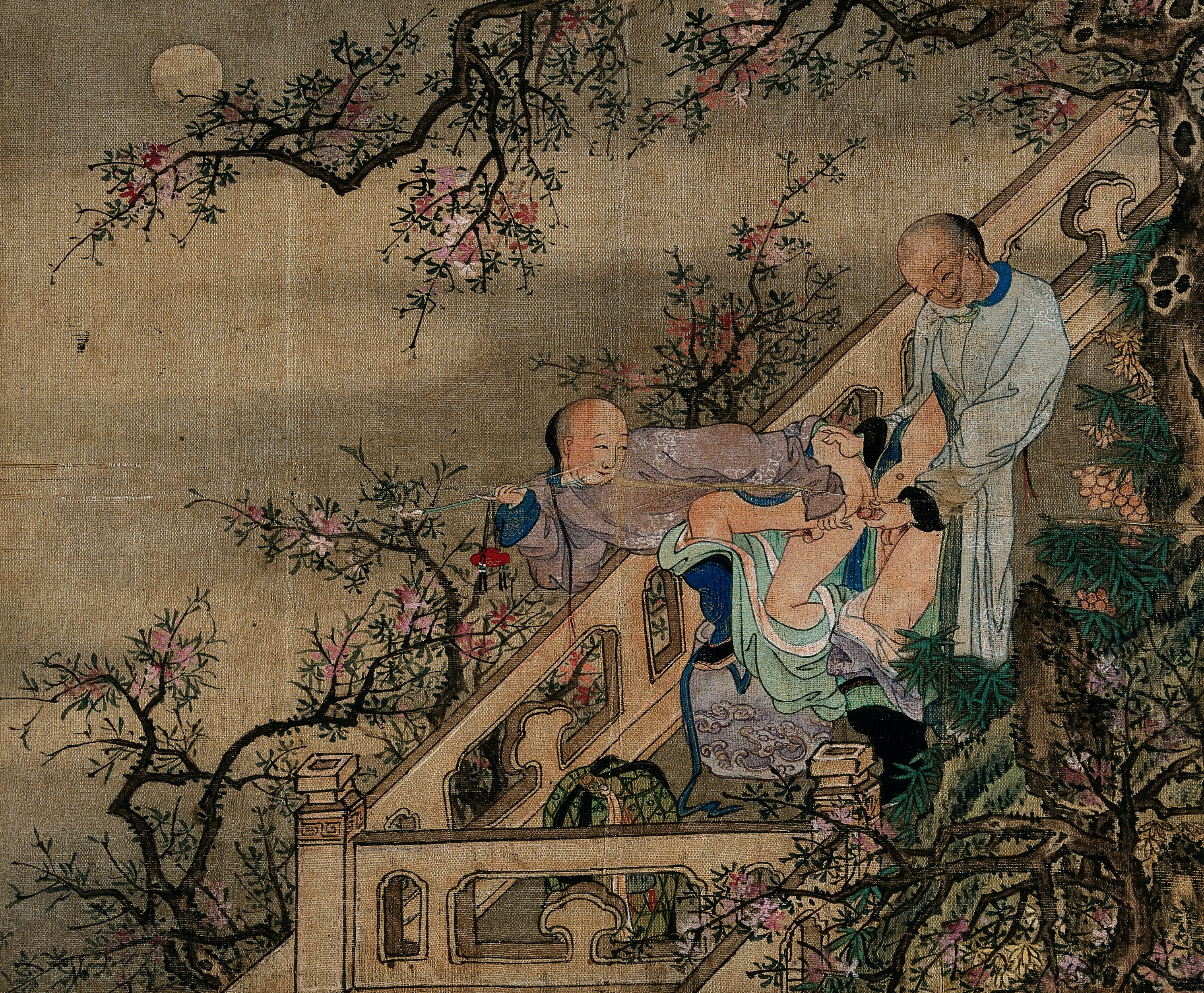
관계를 앞둔 두 청년. 중국 청나라 작품으로 제작연도 불명.

동아시아에서는 남성 간의 동성 관계가 가장 오래된 역사 기록부터 언급되어 왔다. 중국의 동성애는 기원전 600년 경부터 기록되었으며, 잘라낸 복숭아의 정열을 비롯한 기타 다양한 완곡어법이 표현에 쓰였다. 중국 문학의 유명한 작품 다수에서 남성 동성애가 언급되었다. 고전 소설 《홍루몽》에 묘사된 동성애와 성적인 상호작용의 사례는 오늘날 관찰자들에게 같은 시기 이성애자들 사이의 로맨스를 다룬 동등한 이야기처럼 친숙해 보인다. 유교는 주로 사회적, 정치적 철학으로, 동성애든 이성애든 성에 거의 초점을 맞추지 않았다. 《변이채》와 같은 명나라 문학은 남성 간의 동성애 관계를 이성애 관계보다 더 즐겁고 "조화로운" 것으로 묘사한다. 송대의 왕서노(王書奴)가 남긴 문헌에는 3세기 후반 중국에서 동성애가 이성애 못지 않게 흔하였다고 주장한다. 중국에서 남성 동성애에 대한 반대는 기독교와 이슬람 가치관의 영향이 커진 중세 당나라(618년~907년) 때부터 시작되었고, 청나라 말과 중화민국의 서구화 노력 이후에야 완전히 정착하였다.

### 유럽

#### 고전 시대

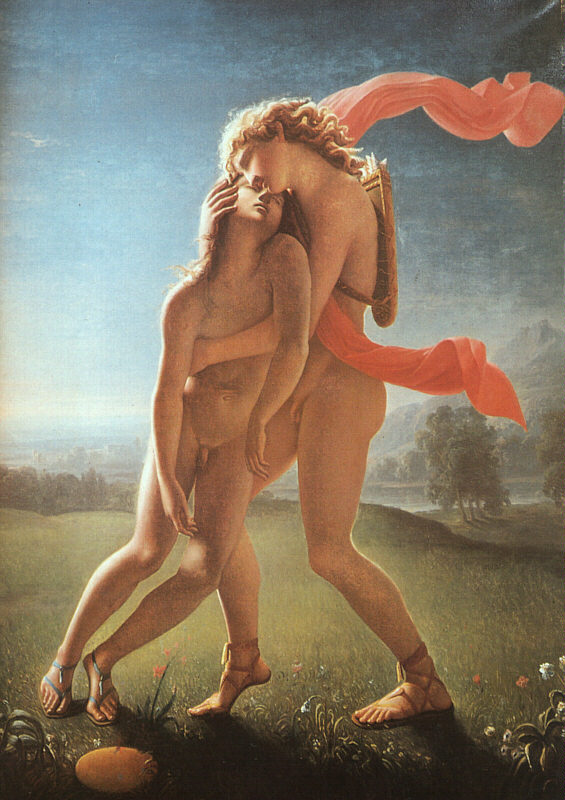
장 브록의 히아킨토스의 죽음(1801년)

동성 남성 관계에 관한 서양의 가장 오래된 문헌들(문학 작품, 예술품, 신화 자료의 형태)은 고대 그리스에서 유래한 것이다. 이러한 관계는 "정상적인" 남자와 그들의 어린 남자 연인 사이로 제한되었다. 그러나, 성인 남성 간의 관계는 고대 그리스 문화에서 여전히 대부분 금기시되었다. 그리스 사회에서 성인 남성의 남성성을 배양하는 것의 중요성과 수동적인 파트너가 됨으로써 인식되는 여성화 효과를 고려할 때, 비슷한 사회적 지위를 가진 성인 남성 간의 관계는 매우 문제가 있는 것으로 간주되었고, 대개 사회적 낙인과 관련이 있었다.
그러나 이 낙인은 그 관계에서 수동적인 파트너로 제한되었다. 현대의 견해에 따르면, 성인이 된 후 수동적인 성 역할을 맡은 그리스 남성(이 시점에서 그들은 남색 관계에서 반대 역할을 하고 능동적이고 지배적인 구성원이 될 것으로 기대 받았다)은 여성화되거나 그들 자신을 "여자로 만들었다". 아리스토파네스의 극장에는 이러한 수동적인 남성을 조롱하고, 그들 사회가 이들에게 가한 날카로운 사회적 비난과 수치("atimia")의 유형을 엿볼 수 있는 충분한 증거가 있다.
일부 학자들은 《일리아스》의 아킬레우스와 파트로클로스처럼 고대 문헌에 남성 동성애의 예가 있다고 주장한다. 고대 로마에서 어린 남성의 몸은 남성의 성적 관심의 초점으로 남아 있었지만, 그 관계는 나이든 자유인 남성과 성관계에서 수동적인 역할을 하는 노예, 또는 자유인 청소년 간의 관계였다. 그리스인 황제 하드리아누스가 안티누스와의 관계로 유명하지만, 기독교 황제 테오도시우스 1세는 390년 8월 6일 수동적인 역할을 하는 남성을 화형에 처하는 법을 공포하였다.

#### 르네상스
르네상스 시대에 이탈리아 북부의 부유한 도시, 특히 피렌체와 베네치아는 그리스와 로마의 고전적 양식을 따라 구성된 광범위한 동성애 풍습으로 유명하였고, 남성 인구의 상당 부분이 이러한 행위를 하였다. 남성 인구 다수가 동성 관계를 맺고 있었음에도 불구하고, 당국은 야간 경찰 법원의 아이기스 아래 해당 인구의 상당 부분을 기소하고, 벌금을 부과하고, 투옥하였다.
13세기 후반부터 유럽 대부분에서는 남성 동성애에 대한 처벌로 사형을 선고하였다. 제임스 1세와 버킹엄 공작처럼 사회적으로 저명한 인물의 관계는 익명으로 쓰인 거리의 소책자 등으로 이 문제를 부각시키는 데 기여하였다. "어찌된 영문인지 세상은 변하였다. 이젠 여자가 아니라 남자에게 입을 맞춘다; ... J. 1세와 버킹엄에 관하여: 그는, 정말로, 그의 아내들이 그가 사랑하는 가니메데에게 침을 뚝뚝 흘리며 도망쳤다."(Mundus Foppensis, or The Fop Display'd, 1691년)

### 중동

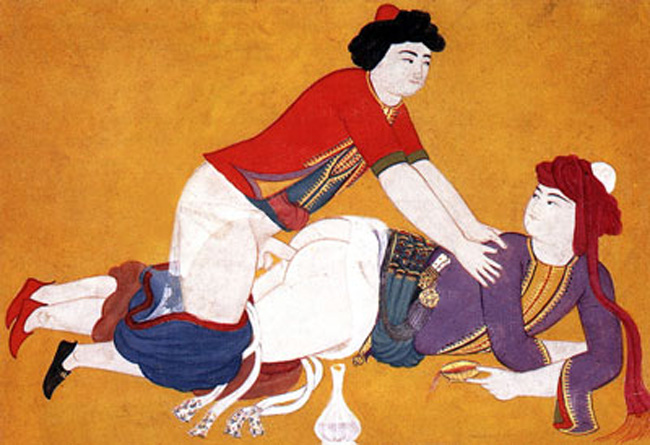
19세기 책 《사바쿠브 알-마나쿠이브》에서 젊은 남성 간의 동성애 성행위를 묘사한 삽화

고대 수메르에서는 갈라로 알려진 사제들이 이난나 여신의 사원에서 비가를 부르고 통곡하였다.:285 갈라는 여성의 이름으로 불리었고 여성을 위한 전통적인 에메살 방언으로 말하였으며 동성애 관계를 맺은 것으로 보인다. 갈라에 대한 수메르 기호는 "음경"과 "항문" 기호의 합자였다. 한 수메르 속담은 다음과 같이 전한다. "갈라가 그의 엉덩이를 닦았을 때 [그가 말하길], '나는 내 정부[즉, 이난나]에 속한 것을 자극하지 말아야 한다.'" 후기 메소포타미아 문화에서 쿠르가루와 아신누는 여신 이슈타르(이난나의 동셈어 표현)의 남성 하인으로, 여성의 옷을 입고 이슈타르의 사원에서 군무를 추었다. 몇몇 아카드어 속담은 그들 또한 동성애 관계에 관여하였을 수 있음을 암시하는 것으로 보인다. 고대 아시리아에서는 남성 동성애가 일반적으로 존재하였고, 금지되거나 정죄되거나 부도덕하거나 무질서한 것으로 간주되지 않았다. 일부 종교 문헌에는 동성애 관계에 관한 신성한 축복을 위한 기도가 기록되어 있다. 주문 연감에는 남자가 여자에 대한, 여자가 남자에 대한, 남자가 남자에 대한 사랑을 평등하게 지지하는 기도가 쓰여있다.

## 근대 서양사
"동성애자" 남성을 뜻하고자 게이라는 단어를 처음 사용한 것은 이 단어가 성매매에 쓰여 외연이 넓혀지게 된 것으로, 게이 소년은 남성 고객에게 봉사하는 젊은 남성, 또는 청소년이었다. 이것과 유사한 게이 고양이(gay cat)는 호보의 견습생으로, 일반적으로 보호와 지도를 대가로 성관계와 기타 봉사를 제공하는 젊은 남성을 지칭하였다. 또한, 게이가 동성애에 쓰이는 말이 된 것은 "아무 제약 없는" 성적인 함축으로 외연이 확장된 것으로, 전통적인 성적 관습을 무시하고자 하는 의지를 내포하고 있었다.  1889년 법정에서 존 솔은 "나는 가끔 다른 게이들을 위해 잡일을 한다."라고 말하였다.
《베이비 길들이기》는 명백하게 동성애를 의미하는 게이를 언급한 최초의 영화였다. 케리 그랜트가 맡은 배역이 입은 옷이 세탁소에 보내지는 장면에서 그는 어쩔 수 없이 한 여성의 깃털 장식 로브를 입게 된다. 다른 등장인물이 자신의 로브에 대하여 물어보자 그는 "내가 갑자기 게이가 되었기 때문이야!"라고 대답한다. 당시 주류 영화였던 이 작품을 보는 대부분의 영화 관객에게 크로스드레싱(더 나아가 동성애)을 가리키는 이 단어를 사용하는 것은 여전히 낯설었기에, 이 대사는 "나는 단지 경박한 짓을 하기로 결정하였다"라는 의미로도 해석될 수 있다.
1950년, 남성 동성애자가 자신을 게이라고 지칭하는 기록을 최초로 남긴 사람은 조지 W. 헨리 재단의 사무총장 앨프리드 A. 그로스였다. 그는 1950년 6월 잡지 《서》(Sir)에 다음과 같이 기고하였다. "나는 아직 행복한 동성애자를 만나지 못하였다. 그들은 자신을 게이라고 표현하는 방식이 있는데 이 용어는 잘못된 명칭이다. 이런 종류의 사람들이 자주 드나드는 술집의 단골이 되는 것은 내가 본 사람들 중 가장 슬픈 사람들에 관한 것이다."

### 홀로코스트

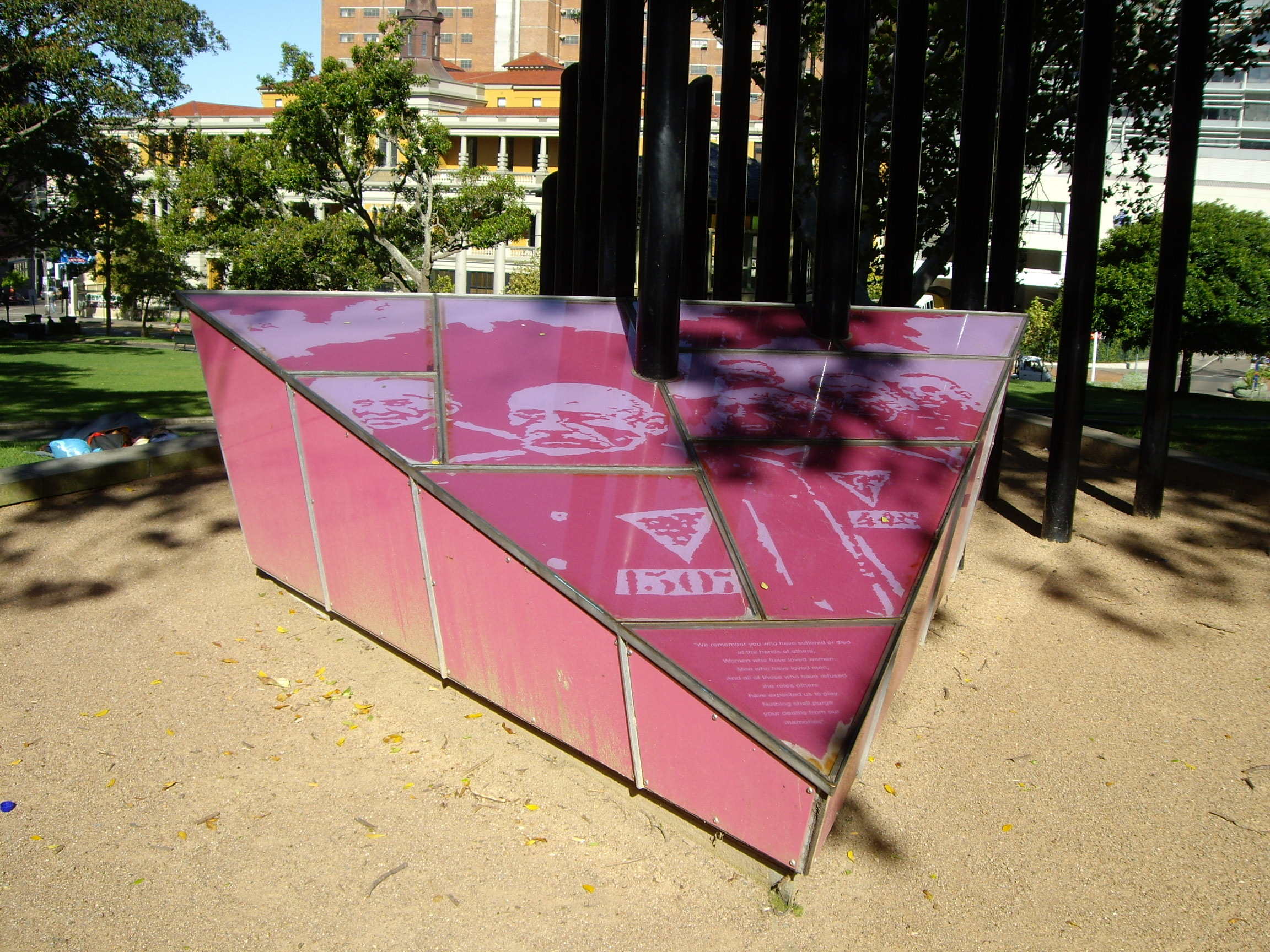
홀로코스트 기간 동안 동성애자들은 분홍색 삼각형을 착용하였다.

동성애자는 나치 홀로코스트의 주요 희생자 중 하나였다. 역사적으로, 남성 동성애를 향한 나치의 박해 중 최초의 법적 조치는 독일 제국의 통일 이후 통과된 법률 1871년의 175항이었다. 175항: "남성 간에 자행되는 부자연스러운 성행위 ... 징역형에 처할 수 있으며, 시민권 상실도 부과될 수 있다." 독일에서 이 법은 1880년 4월 23일 라이크스게리히트가 범죄적 동성애 행위는 두 남성 사이의 항문, 구강, 사타구니 성교라고 판결할 때까지 다르게 해석되었으며, 입맞춤이나 포옹과 같은 그 아래 수위의 행위는 무해한 놀이로 간주되었다.
라이히 법무부 장관 프란츠 귀르트너는 장검의 밤 이후 법의 "허점"을 해결하기 위하여 175항을 수정하였다. 1935년판 175항은 동성애의 "표현"을 기소 가능한 범죄로 선언하였다. 이 법의 가장 중요한 변화는 남성 동성애의 정의가 "남성 간에 자행되는 부자연스러운 성행위"에서 "다른 남성과 성범죄를 저지르는 남성"으로 전환된 것이다. 이것은 남성 동성애를 성적 행위로 박해하는 것이 아닌, 게이 남성이라는 집단으로 박해하도록 법의 범위를 확장한 것이었다. 남성 간의 키스와 자위 행위, 연애 편지는 경찰에 체포되는 정당한 사유로 간주되었다. 이 법은 "성범죄"를 명확히 정의 내리지 않고 해석에 맡겼다.
1933년에서 1945년 사이 약 10만 명의 남성이 나치 정권 하에서 동성애자로 체포되었고, 그 중 약 5만 명이 공식적인 선고를 받았다. 이들 중 대부분은 감옥에서 복역하였으며 약 5,000명에서 15,000명이 나치 강제 수용소에 수감되었다. 뤼디거 라우트만은 강제 수용소에서 동성애자의 사망률이 60%에 달하였을 것이라고 주장하였다. 수용소에 있는 게이 남성들은 납치범들에게 비정상적인 수준의 잔인한 고통을 겪었고 과학자들이 동성애에 대한 "치료법"을 찾으려고 노력하면서 나치의 정기적인 의학 실험 대상으로 희생되었다.

### 미국의 에이즈 위기

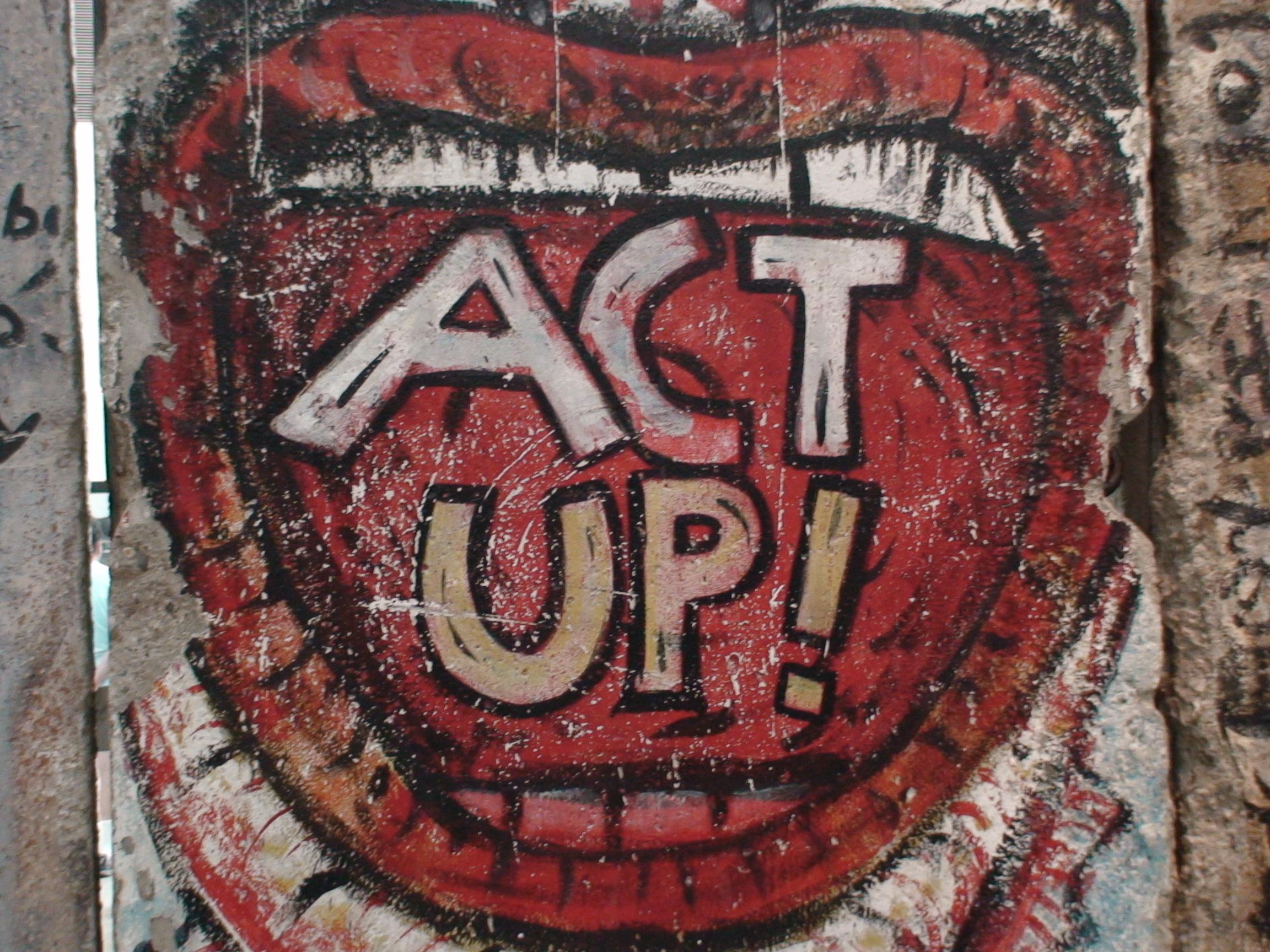
액트 업(ACT UP)은 래리 크레이머가 HIV/AIDS 위기에 대한 의료 자금 지원 및 연구를 위하여 설립하였다.

HIV/AIDS 유행은 현대사에서 게이에게 가장 치명적인 시기로 여겨지며, 이 위기에서 사망한 젊은 게이 세대는 "잃어버린 세대"로 알려져 있다. 발병 초기에 이 전염병은 특히 미국에서 심각한 수준에 달하였다. 1980년 샌프란시스코에 거주하는 켄 혼의 카포시육종(KS)이 CDC에 보고되었다. 소급 적용으로 그는 미국 내 에이즈 전염병의 첫 번째 환자로 확인되었다. 1981년 로런스 매스는 《뉴욕 네이티브》에서 전염병에 대하여 글을 쓴 최초의 언론인이 되었다. 그 해 말, CDC는 로스앤젤레스의 게이 남성 다섯 명의 주폐포자충 폐렴 감염 집단이 발생하였다고 보고하였다. 다음 달 뉴욕 타임스는 "41명의 동성애자에게서 보이는 희귀한 암"이라는 제목의 기사를 실었다. 이 질병은 게이 남성에게만 영향을 미치는 것으로 여겨졌기 때문에 곧 GRID(Gay Related Immunodeficiency, 게이 관련 면역결핍증)로 명명되었다. 1982년 6월, 래리 크레이머는 뉴욕시에서 죽어가는 게이 남성에게 음식과 지원을 제공하기 위하여 남성 동성애자 건강 위기 지원센터를 설립하였다. 에이즈 위기 초기에 게이 남성들은 병원 격리 병동에서 무자비한 대우를 받았으며 한 번에 몇 주 동안 연락도 없이 홀로 남겨졌다.

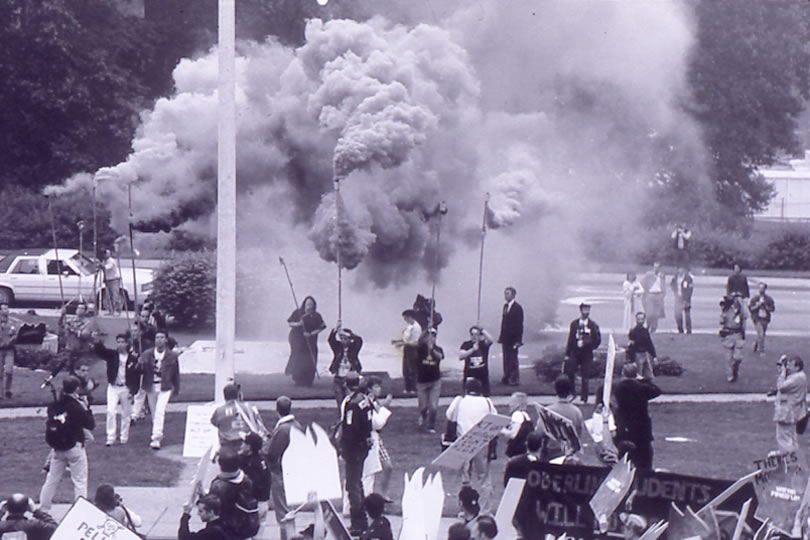
1990년 부시 행정부 내 에이즈 연방 연구의 더딘 속도에 항의하는 액트 업의 급진적 직접 행동

전염병 유행의 초기 몇 년 동안, 이 질병을 둘러싼 심각하게 잘못된 정보가 생겨났다. 같은 방에 있거나 동성애자와 접촉하면 HIV에 감염될 수 있다는 소문이 돌았다. 1984년 4월이 되어서야 미국 보건복지부 장관 마거릿 헤클러는 기자 회견을 통하여 미국 과학자 로버트 갤로가 에이즈의 가능한 원인으로, 인간 면역 결핍 바이러스 또는 HIV로 명명될 레트로바이러스를 발견하였다고 발표하였다. 1985년 9월 두 번째 임기 중의 로널드 레이건 미국 대통령은 위기에 대한 의료 연구 자금이 부족하다는 질문을 받고 공개적으로는 처음 에이즈를 언급하였다. 4개월 후 국립 알레르기·전염병 연구소 소장 앤서니 파우치는 "미국인 100만 명이 이미 바이러스에 감염됐으며 5~10년 안에 이 숫자가 최소 200만 또는 300만 명으로 급증할 것"이라고 말하였다. 게이 남성, 트랜스 여성, 양성애자 남성은 위기의 첫 10년 동안 죽음을 직감하였다. 활동가들은 정부가 이 집단이 "사회적으로 바람직하지 않다는" 인식으로 전염병에 무관심하게 대응하고 있다고 주장하였다. 이 인식으로 인한 무관심을 해결하기 위하여 비토 루소, 래리 크레이머를 비롯한 여러 활동가는 에이즈 행동주의에 보다 전투적인 접근 방식을 취하였으며, 제약 회사와 정부 기관의 좀 더 시급한 대응을 강제하기 위하여 액트 업과 같은 단체를 통한 직접 행동을 조직하였다. 액트 업은 이후 전 세계에 140개 지부를 가진 초국가적 조직으로 성장하였으며, 에이즈 위기는 궁극적으로 세계적인 전염병이 되었다. 2019년까지 에이즈와 관련된 합병증은 전 세계적으로 3,270만 명의 생명을 앗아갔다.

## 현대 사회에서의 법적 지위

### 아프리카

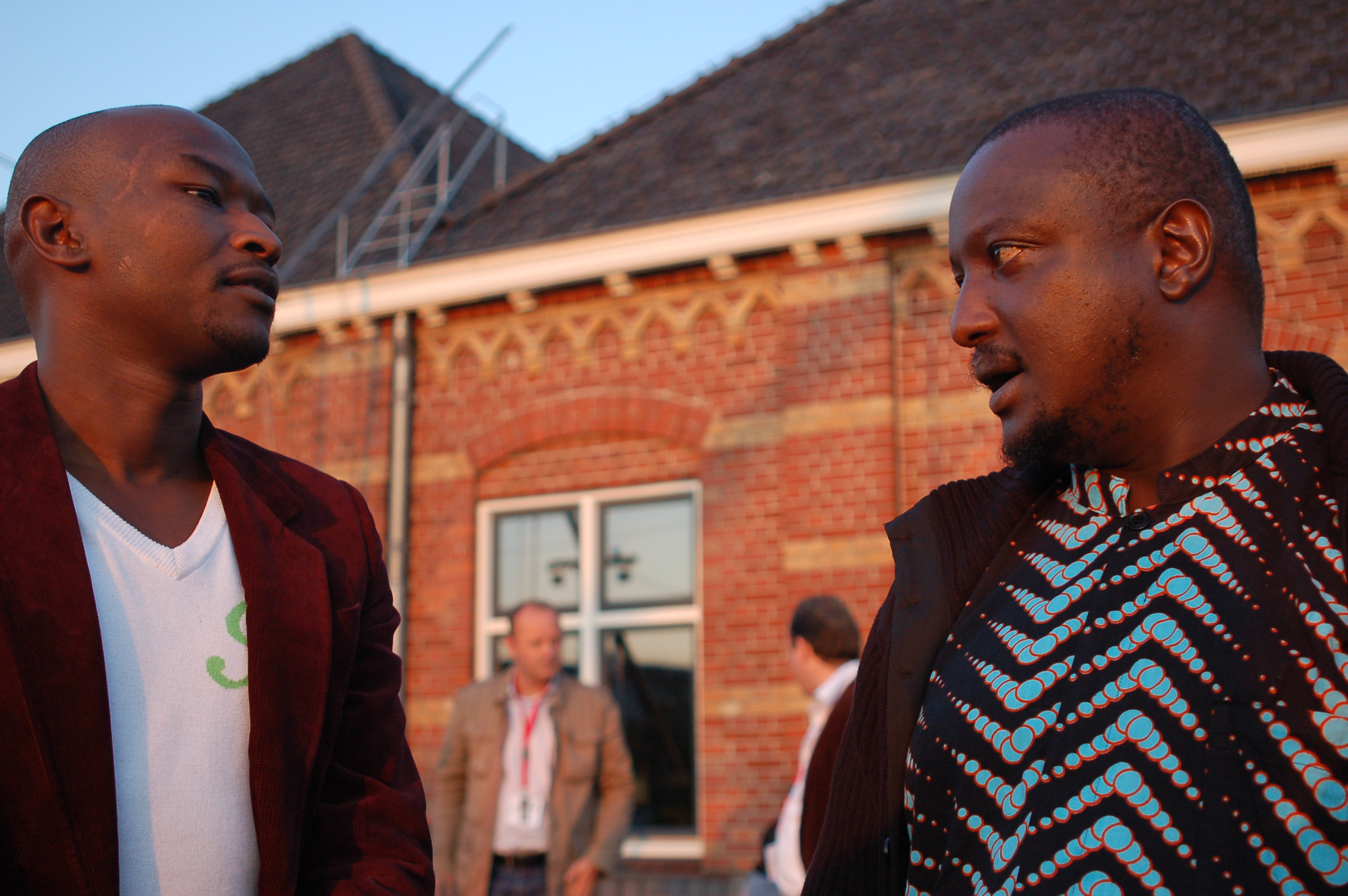
케냐 작가 비냐방가 와이나이나는 2014년 아프리카의 동성애 반대 법안의 물결에 대한 대응으로 커밍아웃하였다.

아프리카에서 유엔이나 아프리카 연합에 승인을 받은 국가는 54개국이다. 이 중 34개국에서 남성의 동성애는 명시적으로 불법이다. 2015년 보고서에서 휴먼 라이츠 워치는 베냉과 중앙아프리카 공화국에서 남성 동성애가 명시적으로 불법화되지는 않았지만 두 국가 모두 이성애자 남성과 동성애자 남성에게 다르게 적용되는 법이 있다고 지적하였다. 모리타니, 나이지리아 북부, 소말릴란드, 소말리아에서 남성 동성애는 사형에 처해진다. 시에라리온, 탄자니아, 우간다에서는 동성애 행위를 한 게이가 종신형을 받고 있지만 시에라리온에서는 이 법이 정기적으로 시행되지 않는다. 나이지리아에서는 게이 남성의 가족, 협력자, 친구가 동성애에 대한 지지를 공개적으로 표현하는 것도 법으로 금지되어 있으며, 일반적으로 국가가 게이에 대한 "냉혈적" 태도를 승인한다. 나이지리아 법에 따르면 남성의 동성애 활동을 "관리, 목격, 방조, 원조하는" 이성애자는 10년형을 선고 받는다. 우간다에서는 미국의 기독교 근본주의 단체가 동성애자 남성에게 사형을 부과하기 위하여 "게이 죽이기"(Kill the Gays) 법안을 도입하는 데 자금을 지원하였다. 이 법안은 2014년 우간다 대법원에서 위헌 판결을 받았지만 우간다 내에서 여전히 지지를 받고 있으며 시행을 위해 재검토 되고 있다. 아프리카 사하라 사막 이남 지역의 모든 국가 중에서 남아프리카 공화국은 게이 남성에 대하여 가장 자유로운 태도를 가지고 있다. 2006년 남아프리카는 동성 결혼을 합법화한 세계에서 다섯 번째 국가가 되었으며, 남아프리카 헌법은 게이와 레즈비언의 완전한 평등권과 보호를 보장한다. 남아프리카 공화국은 아프리카에서 성소수자 차별이 헌법적으로 금지된 유일한 국가이다. 그러나 남아프리카 공화국 내에서 높은 수준의 종교적 전통이 계속해서 편견과 폭력을 부추기는 농촌 지역에서는 게이 남성에 대한 사회적 차별이 지속되고 있다.

### 아메리카

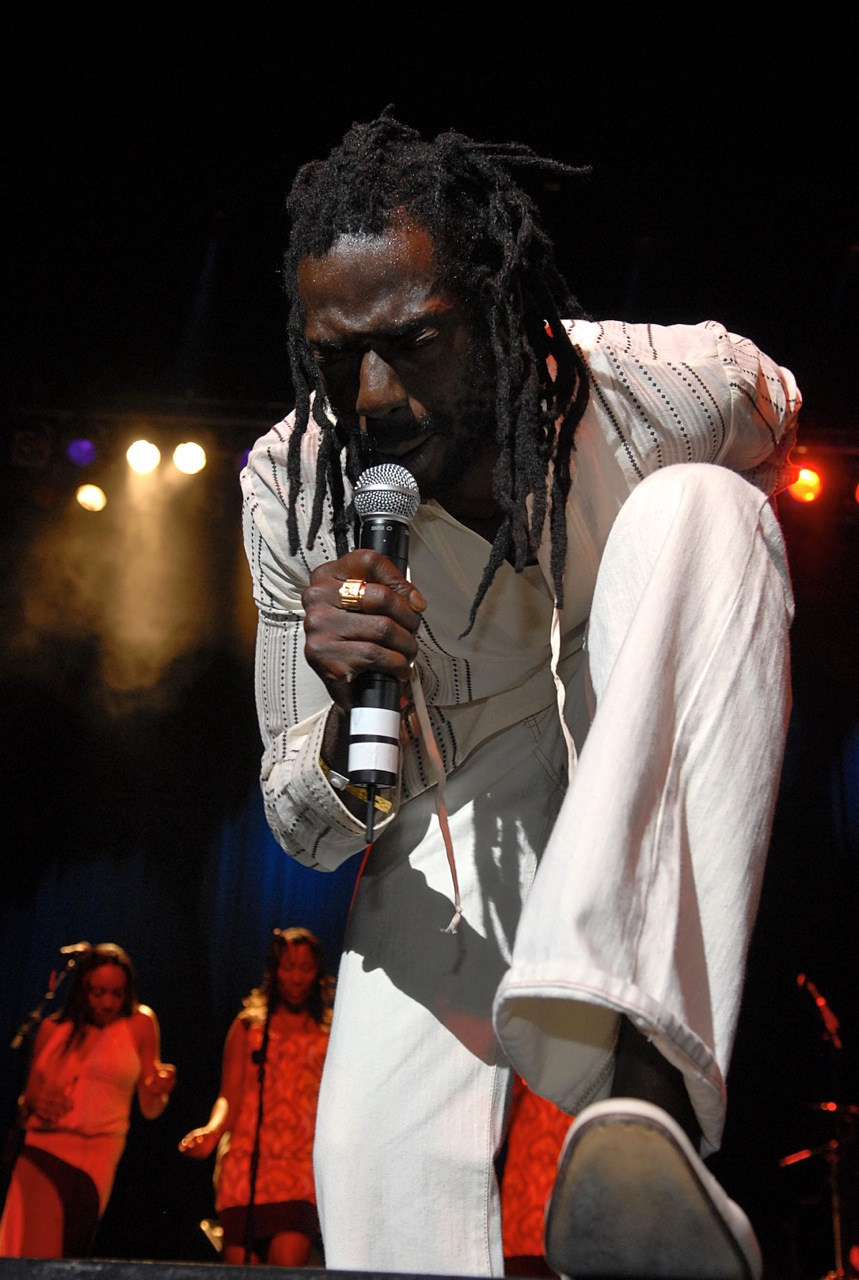
자메이카의 래퍼 부주 밴턴은 자신의 음악에 폭력적인 동성애 혐오 메시지를 넣어 비판을 받았다.

북아메리카와 남아메리카의 거의 모든 국가에서 남성의 동성애는 합법이다. 그러나 카리브해 아홉 국가 바베이도스, 세인트빈센트 그레나딘, 도미니카, 세인트키츠 네비스, 그레나다, 세인트루시아, 앤티가 바부다, 가이아나, 자메이카에서는 법규에 따라 "버거리"(buggery, 비역)를 형사 처벌한다. 자메이카의 경우 남성 간의 성교는 징역형에 처할 수 있으며 법률 폐지가 계류 중에 있다. 싱가포르처럼 여성 간의 성교는 이미 합법화되었으나 자메이카의 레즈비언은 여전히 높은 수준의 사회적 낙인을 경험하고 있다.
자메이카 경찰은 자메이카 내 자경단의 게이 남성에 대한 폭력과 고문에 대하여 보고하였다. 2013년 국제앰네스티는 "게이와 레즈비언이 섹슈얼리티를 이유로 구타, 절단, 화상, 강간, 총살을 당하였다. ... 우리는 이 보고서들이 빙산의 일각에 불과하다는 점을 우려한다. 자메이카의 많은 동성애자들이 당국에 가서 도움을 청하는 것을 너무 두려워한다." 이 폭력 행위의 결과로 자메이카 출신을 가진 수백 명의 동성애자들이 더 나은 인권을 보장하는 국가로 이주하고자 하였다. 2016년 J플래그의 설문조사에 따르면 응답자의 88%가 동성애를 지지하지 않는 것으로 나타났으며, 2018년 이후 차별적인 태도는 약간 감소한 것으로 나타났다.
카리브해에서는 전 세계의 다른 개발도상국과 마찬가지로 동성애 정체성이 종종 서구화와 관련이 있으며, 그 결과 동성애 혐오증은 반식민지적인 도구로 여겨진다. 웨인 마셜은 이들이 게이 남성을 "서구의 퇴폐적 산물"이라 믿고 "따라서 문화적 또는 정치적인 다른 형태의 식민화와 함께 저항할 것"이라고 썼다. 웨인은 자메이카의 댄스홀 히트곡 샤바 랭스의 '뎀 바우'(Dem Bow)를 예시로 인용하는데, 이 곡은 "흑인을 위한 자유"를 부르짖으며 동성애자에 대한 폭력적인 살인을 함께 호소한다. 마셜은 동성애 혐오가 유럽 식민지에 도입되었다는 역사적 증거를 고려할 때 이 이데올로기적 입장의 모순을 지적한다. 그럼에도 카리브해 학자들은 자메이카 남성의 젠더 구성을 위하여 게이 남성에 대한 반대가 중요하다고 언급하였다. 서인도 제도 대학의 인류학 교수인 킹슬리 라가샨티 스튜어트는 다음과 같이 쓴다. "자메이카 남성 다수가 자신을 동성애자라고 부른다면, ... 즉시 폭력적이 될 것이다. 이것은 자메이카 남자에게 줄 수 있는 최악의 모욕이다." 스튜어트는 동성애 혐오증이 언어의 미시적 수준에서도 카리브 사회에 영향을 미친다고 말한다. 그는 도시의 젊은이들이 쓰는 말에 대하여 이렇게 썼다. "당신이 만약에 '이리로 돌아와'(come back here)라고 말하면 사람들은 '아니, 아니, 아니 "돌아와"라고 말하지 마.'라고 말할 것이다. 컴백(come back)은 '뒤로 온다'(coming in the back)는 의미이고, 이것은 게이 남성이 섹스를 하는 방식이기 때문에 '앞으로 와'(come forward)라고 말해야 한다."

### 동유럽

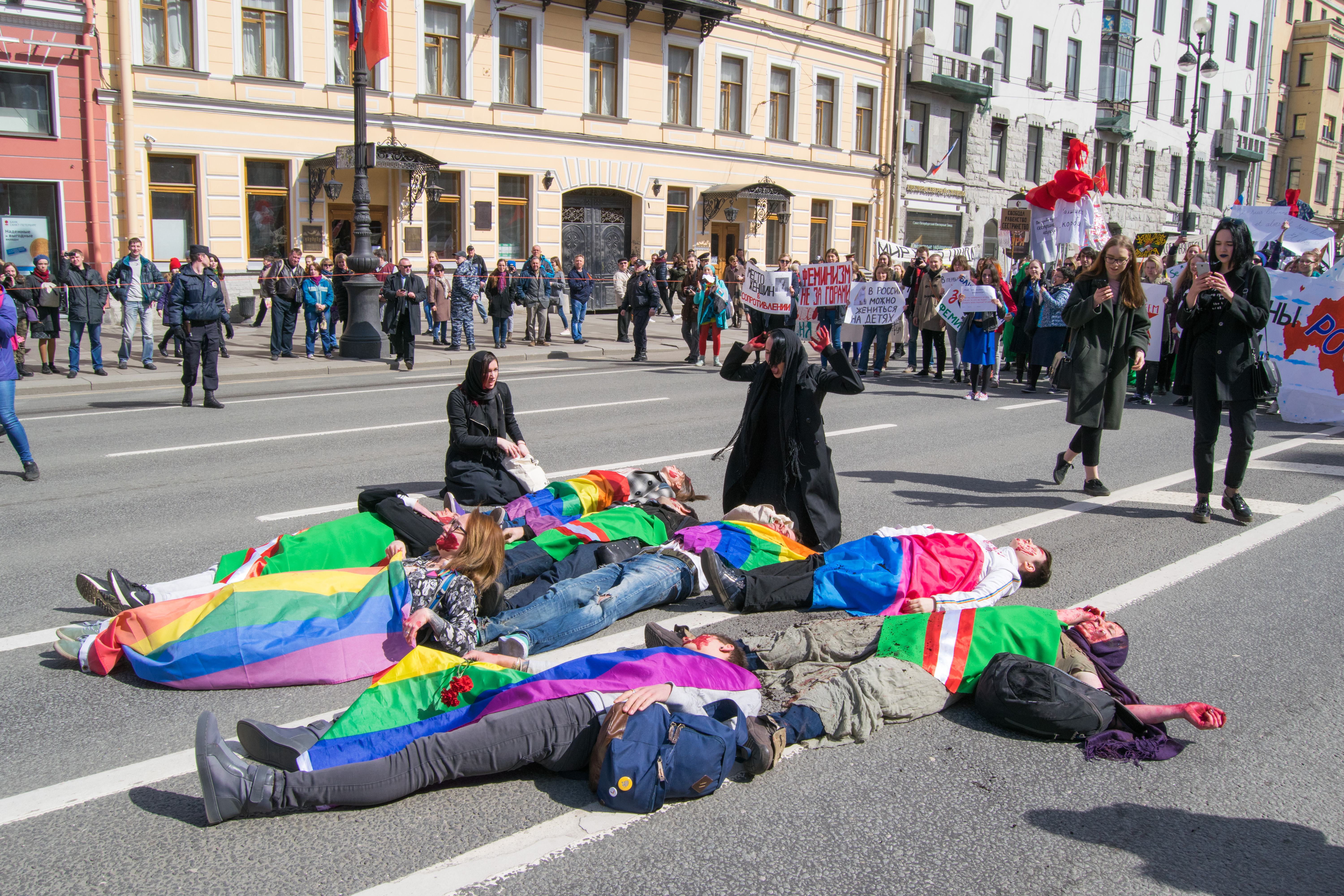
활동가들이 LGBT 기와 체첸 국기를 두른 채 실종된 아들을 애도하는 체첸 어머니들의 모습을 연출하고 있다.

동유럽에서는 지난 10년 동안 게이 남성의 권리가 꾸준히 약화되어 왔다. 러시아 체첸 공화국에서는 당국의 주도로 게이 남성이 강제 실종(비밀 납치, 투옥, 고문)되거나 초법적 살해를 당하였다. 게이 또는 양성애자로 의심되어 구금된 알려지지 않은 수의 남성들이 강제 수용소에 수감되어 있는 동안 사망하였다. 독립 언론과 인권 단체는 게이 남성이 체첸의 비밀 수용소로 보내지고 있다고 보고하였으며, 한 목격자는 "공식적으로 아무도 그 존재를 알지 못하는 폐쇄된 감옥"이라고 묘사하였다. 일부 게이 남성은 이 지역에서 탈출을 시도하였지만 러시아 경찰에 구금되어 체첸으로 송환되었다. 교도관이 동성애자의 가족에게 직접 동성애자를 죽일 것이라는 확약을 받은 뒤 기소된 게이 남성들을 수용소에서 석방하였다는 보고도 나왔다(목격자 보고에 따르면 최소한 한 명의 남성이 가족에게 돌아간 후 사망하였다). 이 수감자들은 한 방(2~3미터 크기)에 30~40명을 가두는 극도로 비좁은 환경에 수감되어 있으며 재판을 받을 수 있는 사람은 거의 없다. 목격자들은 교도관이 게이 남성들을 정기적으로 (허리에 찬 폴리프로필렌 파이프로) 구타하고 전기 고문을 하며 얼굴에 침을 뱉는다고 보고하였다. 어떤 경우에는 고문 과정에서 목숨을 잃는 사람도 있었다. 2021년 현재 체첸 게이 남성의 상황은 지속적으로 악화되고 있다. 동유럽의 다른 국가에서도 게이 남성의 권리가 계속 악화되고 있다. 안제이 두다 폴란드 대통령은 학교에서 동성애자에 대한 교육을 금지하고 동성 결혼과 입양을 금지하며 "LGBT 프리 존"을 만들겠다고 공약하였다.

### 서아시아와 북아프리카

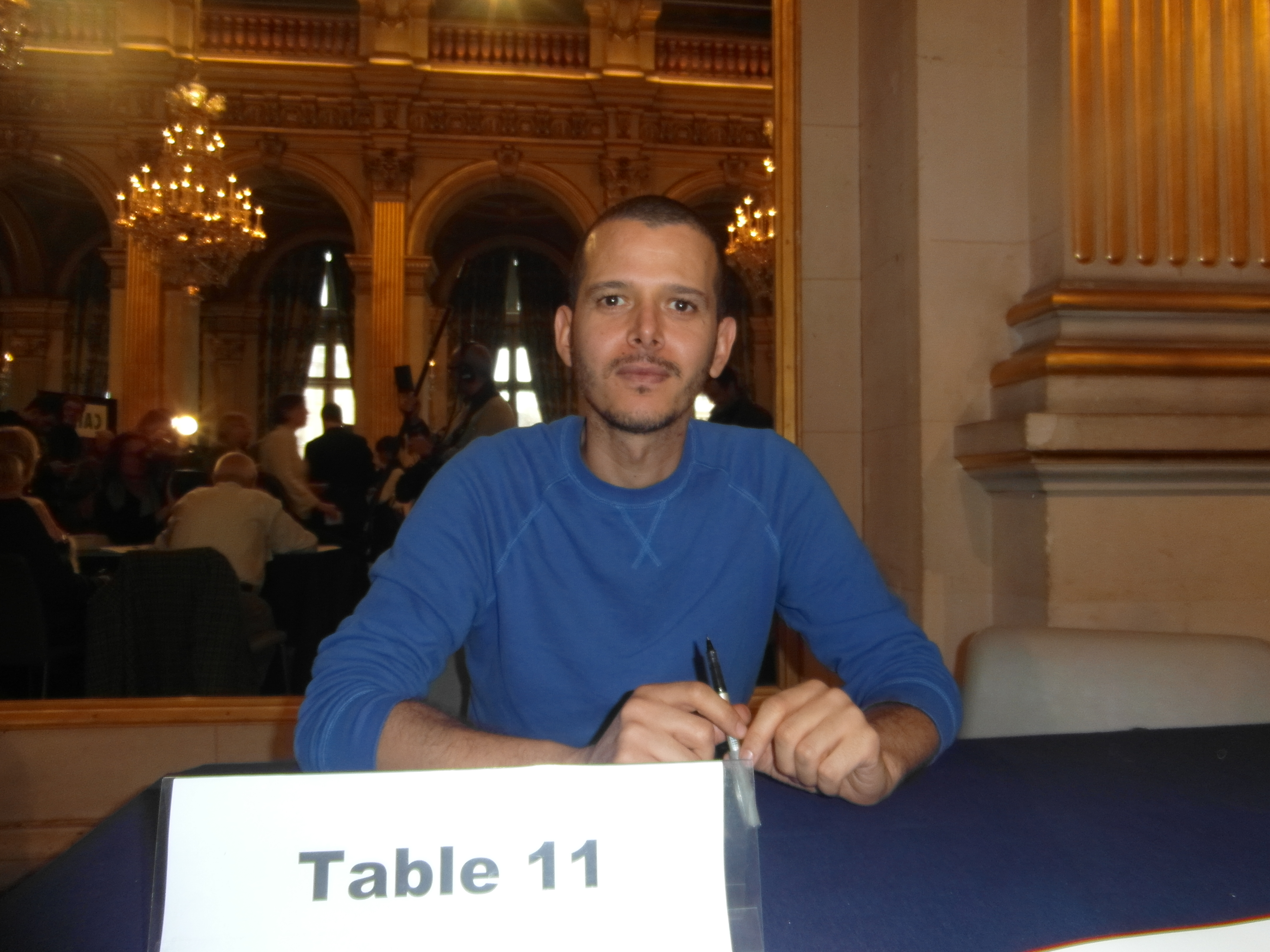
압델라 타이아는 모로코에서 자신이 동성애자 아동이었을 때 겪었던 학대에 대한 글을 썼다.

서아시아와 북아프리카에서 게이 남성들은 세계 어느 곳보다 가장 가혹하고 적대적인 법률에 직면해 있다. 남성 간의 성관계는 18개 "중동" 국가 중 10개 국가에서 명백하게 불법이며 6개 국가에서는 사형에 처해질 수 있다. 학자들에 따르면 최근의 이슬람 근본주의로의 대중적인 전환이 게이 남성에 대한 극단적인 폭력에 강한 영향을 미쳤다. 바레인, 키프로스, 요르단강 서안, 튀르키예, 레바논, 이스라엘, 요르단, 이라크에서는 모든 동성애 활동이 합법이지만, 시리아, 오만, 카타르, 쿠웨이트, 이집트에서 남성의 동성애는 불법이며 투옥될 수 있다. 이스라엘은 성소수자의 권리를 보장하고 미등록 동거를 인정하는 점에서 가장 진보적이다. 비록 국가 내 동성결혼이 합법은 아니지만, 다른 나라에서 행해지는 동성결혼을 인정하고 등록하는 것에 대한 대중의 지지가 있다.
아랍에미리트, 사우디아라비아, 이란, 카타르에서는 남성의 동성애 활동도 사형에 처할 수 있다. 가자 지구와 예멘에서 남성의 동성애에 대한 처벌은 행한 행위에 따라 사형과 투옥으로 형의 수준이 결정된다. 2018년 퓨 리서치 센터가 이 지역에서 실시한 초국가적 설문조사에 따르면 설문에 응한 사람들의 80%가 동성애가 "도덕적으로 용납될 수 없다"고 생각하였찌만 다른 이들은 반발과 처벌에 대한 두려움 때문에 게이 남성의 권리를 지지하는 사람들의 실제 숫자는 불분명하다고 주장한다.

## 현대 예술과 문화에 미친 영향

### 하이 패션

맥퀸, 2008년 가을

20세기 초반부터 게이들은 벽장 안팎을 막론하고 세계에서 가장 영향력 있는 패션 디자이너로 일하였으며, 가장 영향력 있는 여러 패션 하우스를 시작하였다. 발렌시아가 브랜드를 시작한 크리스토발 발렌시아가(1895년생)는 게이였지만 평생 동안 자신의 섹슈얼리티를 비공개로 유지하였다. 발렌시아가의 오랜 파트너인 프랑스계 폴란드인 백만장자 브와지오 야보로프스키 트아타인빌레는 그가 브랜드를 설립하기 위한 기금을 마련해주었다. 트아타인빌레가 사망한 후 발렌시아가의 후속 컬렉션은 그의 죽음을 애도하기 위하여 완전히 검은색으로 디자인되었다. 프랑스 패션 디자이너 크리스찬 디올(1905년생)은 20세기의 또 다른 영향력 있는 패션 디자이너였다. 디올은 결혼한 적도 없고 공개적으로 게이임을 밝히지 않았지만, 파리에서 게이 문화 행사장을 자주 찾은 것으로 알려졌으며 코코 샤넬은 그가 여성을 성적으로 친밀하게 "알아본" 적이 없다고 불명예스럽게 묘사하였다. 이브 생로랑(1935년생) 또한 20세기 최고의 패션 디자이너 중 한 명으로, 공개적으로 게이임을 밝혔다. 피에르 베르게는 생로랑의 오랜 파트너였다. 1995년 7월 이탈리아 패션 디자이너이자 베르사체의 설립자인 잔니 베르사체(1946년생)는 디 애드버킷과의 인터뷰에서 공개적으로 커밍아웃하였다. 베르사체는 1997년에 피살되었다.
젊은 세대의 게이 남성은 20세기 후반과 21세기 초반 패션계에서 두각을 나타냈다. 톰 포드(1961년생)는 2005년에 자신의 이름을 딴 브랜드 톰 포드를 설립하였으며, 1980년대에 스튜디오 54를 방문한 청년 시절에 자신이 게이임을 깨달았다고 밝혔다. 또 다른 오픈리 게이 알렉산더 매퀸(1969년생)은 1992년 자신의 레이블 알렉산더 맥퀸을 설립하였으며 혁신적인 디자인을 통하여 패션 신동으로 인정받았다. 매퀸은 여섯 살 때 자신의 성적 지향을 깨달았다고 말하였다. 2000년, 매퀸은 이비사섬의 요트에서 다큐멘터리 영화 제작자인 파트너 조지 포시스와 결혼식을 올렸다. 매퀸은 어머니가 사망한 직후인 2010년 자살하였다. 제러미 스콧(1975년생), 제이슨 우(1982년생), 알렉산더 왕(1983년생)과 같은 디자이너를 비롯하여 최근 몇 년 동안 게이는 세계에서 가장 영향력 있는 패션을 지속적으로 만들어 왔다.

### 예술
20세기에 게이는 서구 세계에서 가장 영향력 있고 다작을 하는 예술가, 작가, 무용가들 중 하나였다. 미국에서는 20세기 중반까지 제임스 볼드윈(1924년생)이 당대 최고의 작가 중 한 명으로 인정 받았다. 《조반니의 방》(1956년)을 비롯한 그의 작품은 서구 대부분에서 남성 간의 성관계가 여전히 불법이었던 시기에 동성애와 양성애를 공개적으로 다루었다. 로버트 라우션버그(1925년생)와 재스퍼 존스(1930년생)를 비롯한 볼드윈 세대의 다른 주요 예술가들은 자신의 섹슈얼리티에 대하여 덜 공개적이었고, 심지어 앤디 워홀과 같은 또래의 다른 젊은 게이 예술가들을 너무 여성스럽다고 조롱하기도 하였다. 뉴욕 무용계에서 앨빈 에일리(1931년)는 연극, 현대 무용, 발레, 재즈를 흑인 토속 문화와 융합시켰고, 그의 안무 중 대작으로 평가 받는 '계시'는 세계에서 가장 인기 있고 가장 많이 공연된 발레 중 하나로 인정 받고 있다. 에일리는 그의 삶의 대부분을 클로짓 상태로 유지하였으며 58세의 나이에 에이즈 합병증으로 사망하였다. 침묵의 세대의 또 다른 주요 예술가인 데이비드 호크니(1937년생)는 1960년대 팝 아트 운동의 중요한 공헌자였으며, 20세기의 가장 영향력 있는 영국 예술가 중 한 명이다. 그는 평생 동안 공개적인 게이로 살았다.
로버트 메이플소프(1946년생), 펠릭스 곤살레스토레스(1957년생), 키스 해링(1958년생)을 포함하여 베이비붐 세대와 X세대의 가장 영향력 있는 게이 예술가들이 에이즈 위기 동안 아주 이른 나이에 사망하였다. 에이즈 위기의 예술의 상당 부분은 미국 정부에 대하여 매우 정치적이고 비판적이었으며, "두려움, 분노, 걱정, 저항"으로 묘사되었다. HIV/AIDS 전염병의 여파로 게이 남성과 여러 퀴어 예술가들은 뉴 퀴어 시네마라는 새로운 형태의 실험적 영화 제작을 개척하였다. 오늘날 마크 브래드포드, 훌리오 살가도, 케힌데 와일리와 같은 게이 남성은 그 세대에서 가장 영향력 있는 예술가 중 한 명이다. 오늘날 현대 서구 게이 예술의 대부분은 신체, 정체성, 경험의 주제를 다룬다.
서양 이외의 지역에서 게이 남성의 섹슈얼리티를 주제로 한 예술은 여전히 전복적이고 금기시되는 것으로 여긴다. 형법 377A조를 통하여 남성 간의 모든 성행위를 범죄화하는 싱가포르에서는 게이 남성의 예술을 반문화적 행위로 간주한다. 싱가포르의 게이는 역사적으로 이 지역의 주류 미디어에서 부정적으로 묘사되어 왔으며, 국가가 시행하는 징역, 금지, 검열의 위험 때문에 더 넓은 싱가포르 사회 안에서 이러한 동성애 혐오증에 맞서기 위한 노력에는 큰 어려움이 따른다.

### 영화와 미디어 예술
미국에서 앤디 워홀은 퀴어 주제와 배우들로 언더그라운드 영화를 만들었다. 그의 작품은 퀴어 영화 예술에 국제적인 영향을 미쳤다. 아방가르드 감독인 로자 폰 프라운하임은 1960년대 후반부터 퀴어를 주제로 한 영화를 100편 이상 제작하였으며 그 중 일부는 국제적인 평가를 받았다. 일부 영화는 퀴어 영화의 이정표로 여겨진다. 폰 프라운하임은 퀴어 영화의 아이콘으로 국제적으로 인정받고 있다. 라이너 베르너 파스빈더 감독은 '쿼렐리'(1982년)와 같은 영화로 퀴어 영화에 일찍이 영향을 미쳤다. 이 영화 제작자들을 비롯한 여러 사람들의 노력으로 수백만 관객에게 도달한 '브로크백 마운틴'(2005년)과 같은 퀴어 할리우드 작품을 개척할 수 있었다.

### 드래그

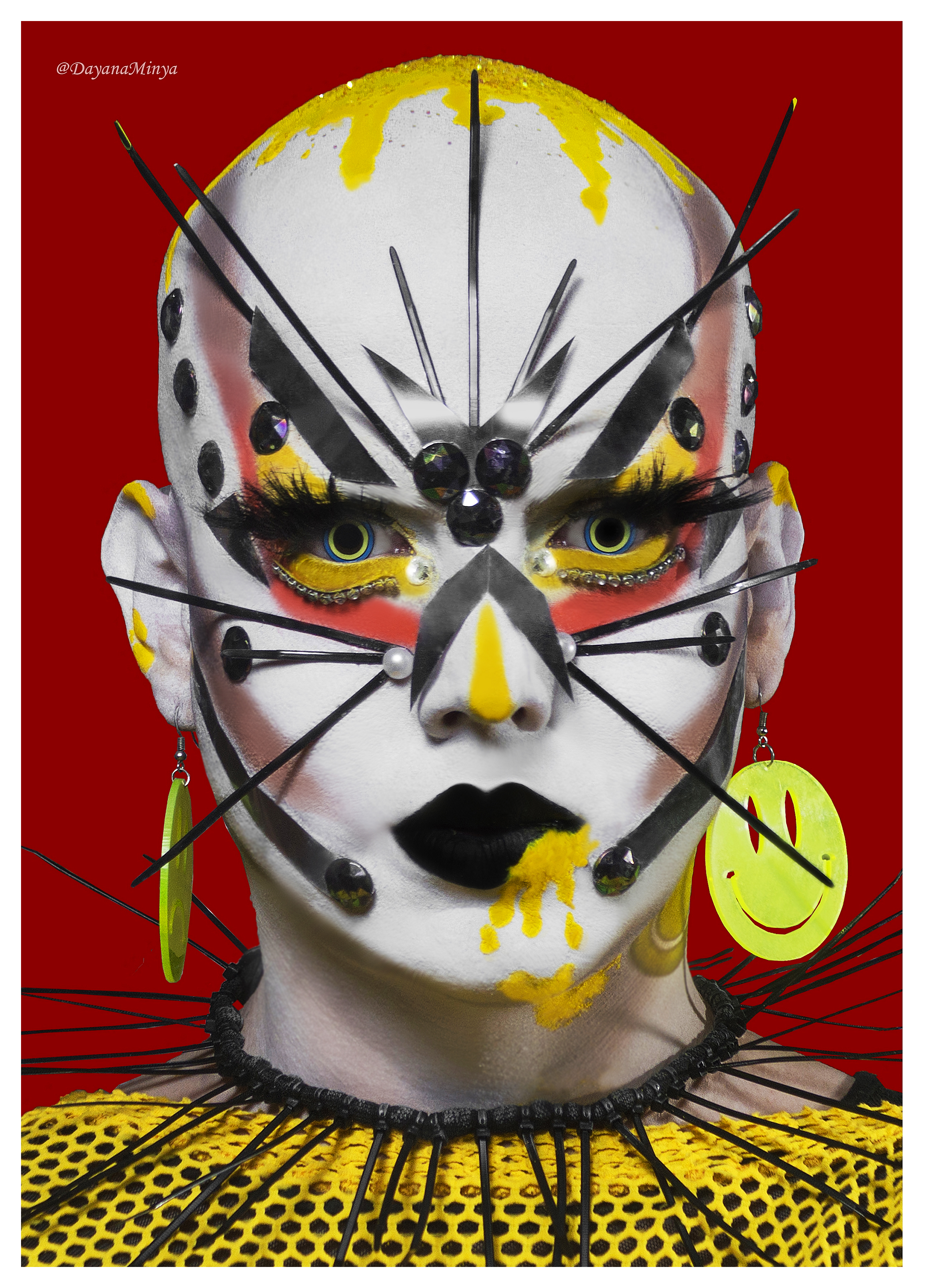
포스트 모던 아트 어택(Post-Modern Art Attack)

드래그 퀸은 게이 남성 대중 문화의 중요한 부분이며 게이바에도 자주 등장한다. 드래그 퀸은 예술적 또는 오락적 목적을 가진 공연의 일부로 여성의 젠더 기표와 젠더 역할을 모방하고 과장하기 위하여 드래그 의복과 메이크업을 한다. 드래그 쇼에는 보통 립싱크, 춤, 라이브 노래가 들어간다. 이들은 드래그 미인 대회, 게이 프라이드 퍼레이드, 나이트클럽, 카바레, 지역 게이바 등의 행사에 출연한다. 드래그 퀸의 범위는 헌신, 유형, 문화에 따라 다르며 디바인이나 루폴처럼 영화에 출연하는 전문 드래그 퀸부터 가끔씩만 드래그하는 사람들에 이르기까지 다양하다.
드래그 볼 자체는 미국의 게이 남성 사이에서 오랜 역사를 가지고 있다. 1869년 할렘의 해밀턴 로지에서 최초의 드래그 볼이 개최되었다. 이 무도회는 비밀리에 개최되었지만 게이 남성이 모이는 안전한 장소로 그 존재가 알려졌다. 무도회는 부도덕하고 불법적인 것으로 여겨졌고 14인 위원회로 알려진 도덕 개혁 단체가 "부도덕한" 활동을 조사하였다. 1916년에 위원회는 보고서에 다음과 같이 묘사하였다. "경이적인 ... 값비싼 드레스와 가발을 착용하고 여자처럼 보이는 남성 성도착자" 1920년대까지 드래그 볼은 대중에게 널리 알려졌다. 뉴욕에서는 한때 가장 무도회(Masquerade)와 시민 무도회(Civic Balls)라고 불렸던 이 행사를 일반 대중은 "패곳츠 무도회"(Faggots Balls)라고 불렀다. 그러나 무도회는 찰스 헨리 포드와 파커 타일러를 비롯한 도시의 최고 예술가와 작가 중 일부 또한 끌어들였다. 《젊음과 악》(The Young and Evil) 을 공동 저술한 이 남성들은 드래그 볼을 다음과 같이 묘사하였다. "천상의 풍미와 청록색의 색채는 고결한 화가나 훌륭한 시인이 생각해 본 적이 없는 장면으로 ... 장엄 미사처럼 화려하다." 1920년대와 30년대 게이 라이프의 번영은 팬지 열풍으로 알려진 시대의 일부였다.
비교적 최근의 영화 '파리 이즈 버닝'(1990년)은 뉴욕시의 드래그 볼 장면을 자세히 설명하고 젊은 "부치 퀸"(시스젠더 게이 남성), 트랜스젠더 여성, 드래그 퀸, 부치 여성 무리의 삶과 경험을 보여주었다. 개봉 이후 이 영화는 컬트의 고전이 되었으며 심각한 비판을 받기는 하였지만 게이와 트랜스 공동체를 위한 조직적이고 학술적인 도구 역할을 하였다. 한편, 텔레비전 리얼리티 프로그램 '루폴의 드래그 레이스'는 2009년부터 미국에서 방영되어 드래그를 통하여 게이 남성의 대중문화를 이성애자 주류에 소개하였다. 본디 미국에서 제작되는 시리즈였으나 이후에는 글로벌 드래그 레이스 프랜차이즈로 발전하였다.

### 캠프

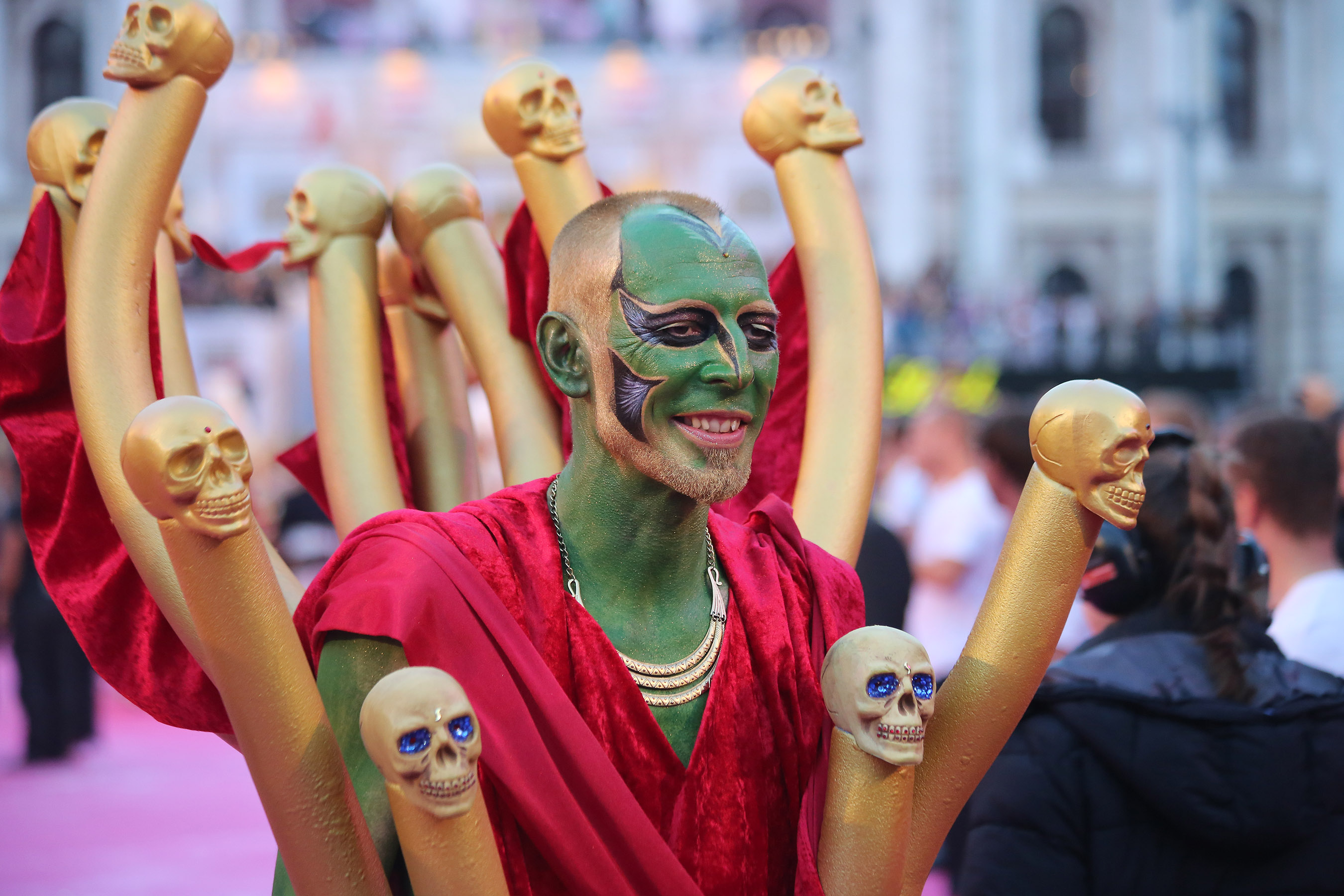
라이프 볼 2013 "마젠타 카펫"

캠프는 보통 게이 남성과 관련된 시각적 미학 스타일이다. 이 용어의 영어로 된 정의는 1909년 옥스포드 영어 사전에 처음 등장하였다. 캠프는 원래의 의미에서 과장과 아이러니를 통한 아름다움, 가치, 취향과 같은 미적 속성의 역전을 의미하는 용어로 진화하였다. 캠프는 종종 키치로 오인되며 "저급하다"(cheesy)고 묘사되었다. 1964년 수전 손택의 에세이 《캠프에 관한 단상》은 캠프의 핵심 요소를 "교묘함, 천진난만한 중산층 허세, 충격적 과잉"으로 강조하였다. 최근 몇 년 동안 게이 남성들은 이 용어에서 자신을 분리하려고 하였다. 감독 라이언 머피는 2018년 인터뷰에서 캠프가 "게이 예술가들의 야망을 주변화하고 그들의 작품을 틈새 시장으로 만들기 위하여 던지는 게으른 잡동사니"라고 보았고, 자신의 시각적 미학 스타일을 "바로크"라고 표현하는 것을 선호하였다. 그러나 일부 게이 남성이 이 용어에서 멀어지면서 주류 이성애자 사회가 이 용어를 차용하는 시도가 나타났다. 2019년 뉴욕 메트로폴리탄 미술관은 "캠프에 관한 단상"(Notes on Camp)이라는 주제로 연례 행사 멧 갈라를 개최하였다. 같은 해에 박물관은 "캠프: 패션에 관한 단상"(Camp: Notes on Fashion)이라는 전체 전시회를 선보였으며 여기에서 수많은 "캠프" 여성 드레스를 선보였다. 이 같은 추세에도 드래그 공연과 게이 프라이드 행사에서 많은 게이 남성들이 캠프의 미학을 계속해서 수용하고 있다.

## 서구 미디어의 게이 표현

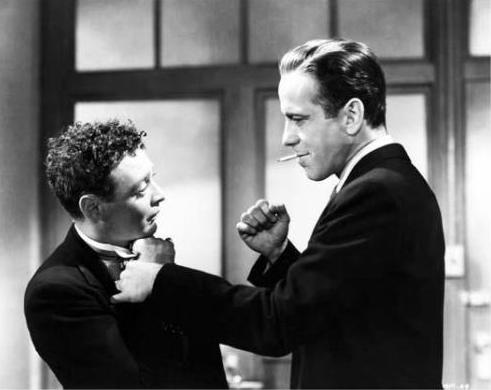
'말타의 매'에서 피터 로리는 노골적으로 틀에 박힌 여성스러운 악당을 연기하였다.

많은 형태의 대중 엔터테인먼트에서 게이는 전형적으로 난잡하고, 많은 형태의 인기 있는 엔터테인먼트에서 게이 남성은 전형적으로 문란하고, 대담하며, 화려하고, 건방지게 묘사된다. 게이가 주류 영화의 주인공인 경우는 드물며, 그보다는 종종 틀에 박힌 모습의 조연 역할을 하거나 희생자, 또는 악당으로 묘사된다. 게이 남성에 대한 고정관념에도 불구하고, 1990년대부터 퀴어 애즈 포크, 퀴어 아이, 모던 패밀리와 같은 텔레비전 쇼는 게이 남성을 "정상적인 사람"으로 받아들이는 폭넓은 사회적 수용을 촉진시켰다. 하지만 게이는 미국에서 개신교 전도사와 포커스 온 더 패밀리와 같은 단체에 의하여 여전히 사회적 타락의 상징으로 자주 묘사된다.

### 서구 미디어 표현의 역사
역사적으로 많은 영화에서 남성의 동성애에 관한 부정적인 서브텍스트를 포함하였는데, 한 예로 알프레드 히치콕의 영화에는 악당의 악한 감정과 소외감을 고조시키기 위하여 동성애를 암시적으로 사용한다. 뉴스 프로그램에서 남성의 동성애가 직접적으로 언급되는 경우는 드물었으나, 질병이나 변태, 범죄로 묘사되는 경우가 많았다. 1967년에 CBC는 동성애에 관한 뉴스를 발표하였다. 그러나 이 뉴스 꼭지는 단순히 게이에 대한 부정적인 고정 관념을 보여주는 편집이었다. 1970년대는 1972년 ABC의 쇼 '그 어떤 여름'(That Certain Summer)을 통하여 서구 미디어에서 게이 남성의 가시성이 증가하였음이 드러난다. 이 쇼는 가정을 꾸리는 게이 남성의 이야기로, 남성들 간의 노골적인 관계를 보여주지는 않았지만 부정적인 고정 관념을 담고 있지는 않았다.
에이즈 전염병의 출현과 게이 남성과의 명백한 연관성과 관련하여, 미국 언론 매체의 게이 남성 커뮤니티에 대한 보도, 묘사, 수용 양상은 다양하였다. 미국 가족 협회(American Family Association), 더 나은 텔레비전 연합(Coalition for Better Television), 도덕적 다수파(Moral Majority)는 게이 남성을 긍정적인 시각으로 보여주는 텔레비전 프로그램의 광고주에 대한 보이콧을 조직하였다. 에이즈 위기 동안 게이 남성에 대한 언론 보도는 지역에 따라 달랐는데, 이것은 게이 남성에 대한 그 지역의 태도에 달려 있었다. 예를 들어 베이 에어리어에서 샌프란시스코 크로니클은 공개적으로 게이임을 밝힌 남성을 기자로 고용하여 게이 남성 주제에 대한 자세한 기사를 실었다. 이것은 뉴욕 타임스가 기사에서 "게이"라는 용어를 사용하는 것을 거부하고 더 임상의학적인 용어로 여겨진다는 이유로 "동성애자"(homosexuals)라는 용어로만 게이 남성과 레즈비언을 지칭한 것과 극명한 대조를 이룬다. 또한 타임즈는 게이 남성과 관련된 문제에 대한 구두적, 시각적 보도를 제한하였다.

### 현대 서구 미디어 표현

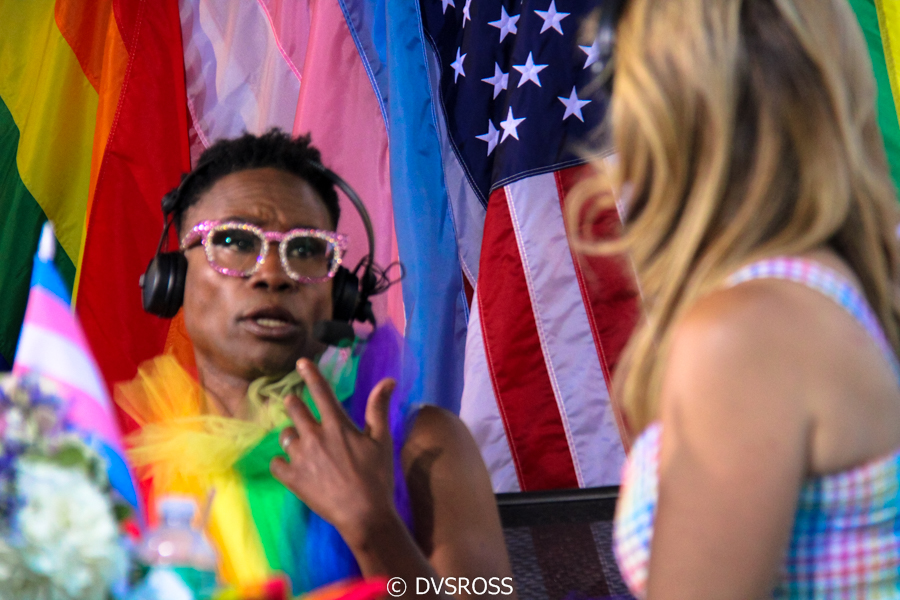
'포즈'에서 빌리 포터는 뉴욕에서 후천면역결핍증후군에 감염된 흑인 게이 프레이 텔을 연기한다.

최근 몇 년 동안 게이 남성에 대한 긍정적인 표현이 주류 텔레비전 프로그램에 도입되었지만, 화면 상에 게이 남성에 대한 다양한 표현이 부족하다는 비판도 제기되었다. 앨프리드 마틴은 "윌 앤 그레이스, 섹스 앤 더 시티, 브라더스 & 시스터스, 모던 패밀리를 비롯한 인기 텔레비전 쇼는 일상적으로 게이 남성을 묘사한다. 그러나 대부분의 텔레비전에 나오는 게이 남성의 공통점은 그들이 대개 백인이라는 것이다." 학자들은 유색 인종 남성의 교차 표현이 일반적으로 텔레비전에 나오지 않는다는 점에 주목하였다. 또한 텔레비전 쇼가 유색인종 동성애자를 묘사할 때 이들을 종종 플롯 장치나 일종의 트로프로 사용한다. 예를 들어, 블레인 앤더슨과 커트 허멜은 '글리' 쇼에서 중요한 등장인물 두 명이었다. 블레인을 연기하는 대런 크리스는 아시아계 혼혈인 반면, 커트 역을 맡은 크리스 콜퍼는 백인이다. 블레인은 종종 커트에 대한 애정 관계 그 이상의 역할을 하지 않았다. 유색인종 게이 남성 캐릭터는 또한 종종 "인종 중립적"으로 묘사된다. 예를 들어 ABC 패밀리의 쇼 '그릭'에서 캘빈 오언스는 흑인이며 공개적으로 게이임을 드러내지만, 그의 스토리라인과 플롯, 투쟁의 대부분은 유별나게 그의 성적 정체성을 중심으로 진행된다. 인종차별을 하지 않기 위한 시도로 이 쇼는 등장인물의 민족정 정체성을 무시한다.

## 건강 문제

### 생존 학대

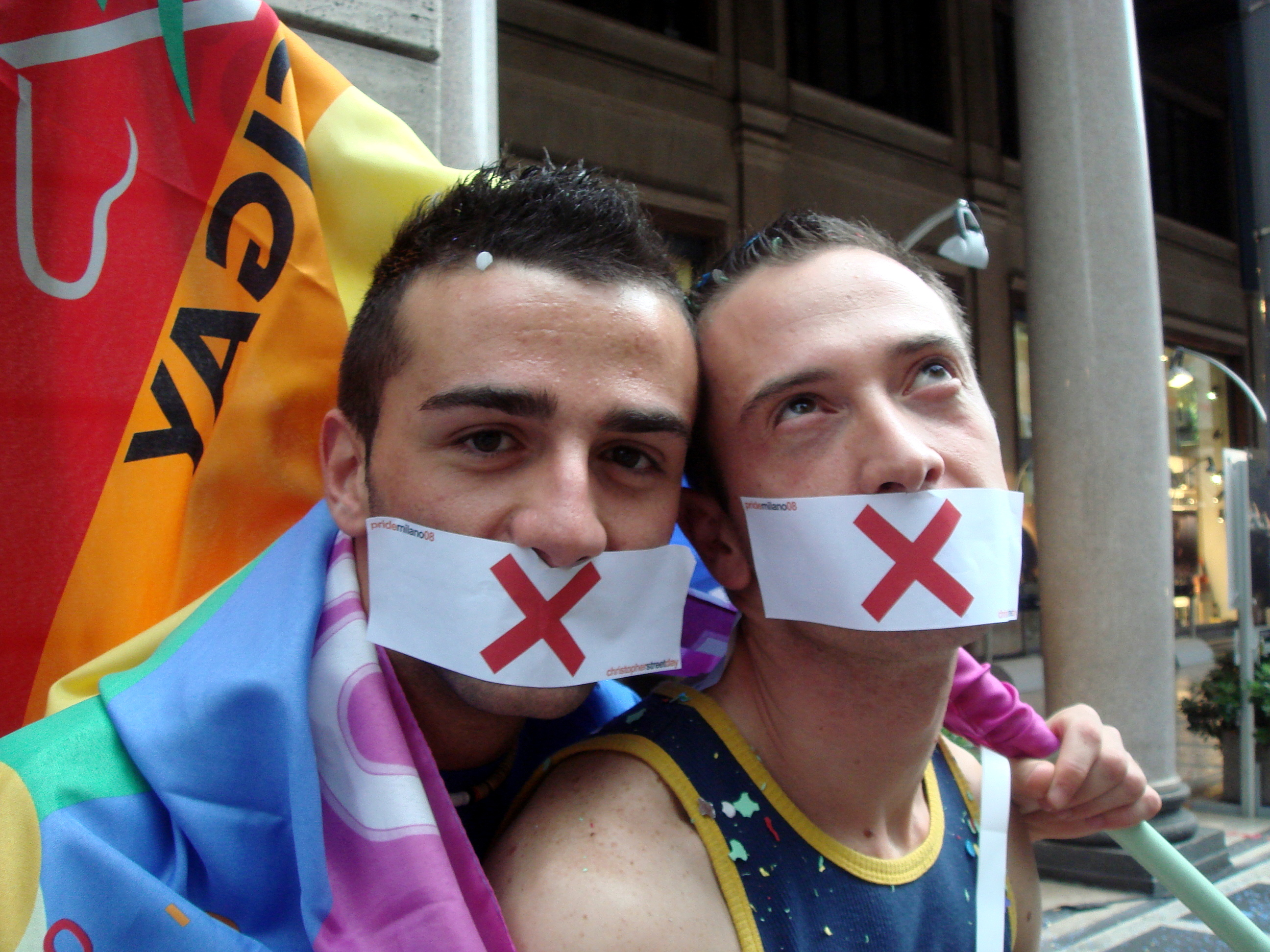
게이 남성은 성적 학대를 받을 가능성이 더 높지만 도움을 청할 가능성은 적다.

아주 어린 나이부터 성소수자로 확인된 남성은 신체적, 성적 학대를 받을 위험이 높아진다. 모든 성적 지향의 소년 6명 중 1명은 16세가 되기 전에 성적 학대를 당한다(그러나 유효한 추정 범위는 훨씬 더 넓다). 일반적으로 성적 학대 가해자의 96-98%는 이성애자 남성이다. 미국에서는 어렸을 때 성적 학대나 성추행을 당한 게이 남성의 수가 약 20%로 추산된다. 전 세계적으로 여자 같은 남자 아이에 대한 이성애자 남성의 성적 학대는 지속적으로 주요한 관심을 받고 있다. 게이임을 공개한 모로코의 작가 압델라 타이아는 여성적인 소년으로서의 자신의 경험에 대한 뉴욕 타임즈 기고문에 다음과 같이 썼다. "나는 가난한 사회에서 나와 같은 소년들에게 무슨 일이 일어났는지 알고 있었다. 소년들은 모든 사람들의 허락과 함께, 좌절한 남자들의 쉬운 성적 대상으로 이용될 희생자로 지정되었다."
성인이 된 이후에도 게이와 양성애자 남성은 신체적, 성적 트라우마를 경험할 심각한 위험에 처한다. 게이 남성의 약 26%와 양성애자 남성의 37%가 친밀한 파트너에 의한 신체적 폭력, 강간, 스토킹을 경험하고, 게이 남성의 40%와 양성애자 남성의 47%가 삽입 강간 이외의 성폭력을 경험하였다. 어린 시절과 성인 시절 모두에서 성적 피해로 인한 고통을 받은 경우는 게이 남성 공동체에 중대한 건강 상의 영향을 미친다. 어렸을 때 학대를 받은 게이와 양성애자 남성은 성병에 걸릴 확률이 더 높고, 성적 강박증이 생길 가능성이 높으며, HIV에 노출될 위험이 높아진다. 또한 성적 학대를 경험한 게이 남성은 낮은 자존감, 왜곡된 자존감, 건강한 정서적 관계 형성의 어려움을 보인다. 게이 남성은 트라우마를 겪은 후 정신 건강 지원을 받을 가능성이 여성보다 낮다. 이는 흔히 "남자는 강제로 성관계를 가질 수 없다", "남자는 성적 학대를 받았기 때문에 동성애자 또는 양성애자가 된다"와 같은 성폭행에 대한 사회적 낙인과 잘못된 믿음에서 기인한다.

### 성 건강

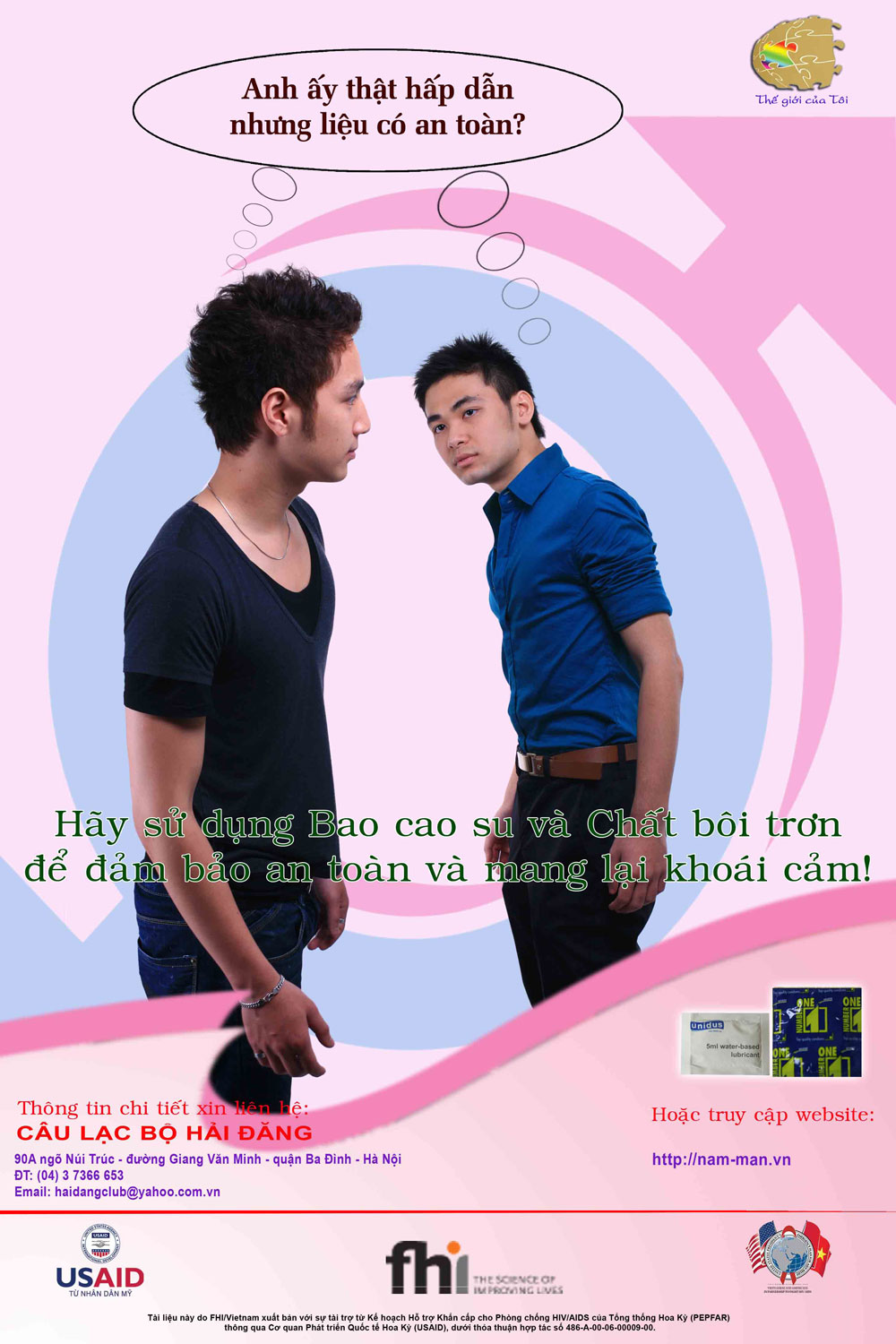
안전한 MSM 성관계를 홍보하는 베트남의 HIV 예방 포스터

전 세계적으로 게이, 양성애자, 남성과 성교하는 남성(MSM) 등은 전반적인 성 건강 측면에서 심각한 문제에 직면해 있다. 2018년 UNAIDS 보고서에 따르면 MSM은 다른 인구 통계 그룹보다 HIV에 감염될 위험이 27배나 높다. MSM의 신규 HIV 감염률은 지역에 따라 다르지만 2018 UN 보고서에서는 북미, 중앙유럽, 서유럽에서 전체 신규 사례의 57%, 라틴 아메리카에서 전체 신규 사례의 41%, 아시아, 태평양 제도, 카리브 제도 지역에서 전체 신규 사례의 25%, 동유럽, 중앙아시아, 북아프리카, 중동에서 전체 신규 사례의 20%; 서부, 중앙아프리카의 전체 신규 사례의 12%가 MSM의 감염이었다.
미국, 프랑스, 영국과 같이 다양한 인종의 인구를 가진 국가에서 게이와 양성애자 남성 사이의 새로운 HIV 감염은 노동자 계층과 유색인종 공동체에서 불균형적으로 발견된다. 미국에서는 현재 멕시코-미국 국경 지역의 게이 치카노와 라틴계 남성, 남부 지역 아프리카계 미국인 MSM 사이에서 HIV 위기가 본격화되고 있다. 남부에서는 흑인 게이, 양성애자, 기타 MSM이 모든 아프리카계 미국인의 HIV 신규 진단 10건 중 6건을 차지한다. 최근 몇 년 동안의 독립 뉴스 출처에 따르면 미국의 노동자 계층 흑인, 라틴계 게이 남성은 이러한 위기 상황에서 여전히 심각한 건강 불균형에 직면하여 있다. 그러나 미국에서는 전 세계의 다른 지역과 마찬가지로 HIV 양성 MSM(특히 기존에도 사회적 지원을 받지 못하는 지역 사회 사람들)이 전세계적인 코로나19 범유행으로 인하여 심각하고 불균형적인 영향을 받았기 때문에 이러한 문제가 더욱 악화되었다.
HIV 외에도 젊은 게이, 양성애자, 기타 MSM은 다른 성 건강 관련 문제의 위험이 상당히 높다. 또한 강박적이고 콘돔을 사용하지 않는 성적 관련 행위는 우울증과 강하게 연관되어 있기 때문에 젊은 MSM(임상 우울증을 경험할 가능성이 매우 높음)은 안전하지 않은 성관계를 통하여 성병에 감염될 위험이 증가한다. 더욱이, 우울증은 성적 학대 경험과 강하게 연관되어 있기 때문에, 동성애자 남성 사이에서 과거 어린 시절 성적 트라우마의 높은 비율은 공동체의 많은 사람들을 건강하지 못한 행동과 관행에 취약하게 만든다. 이러한 복잡한 요인의 조합으로 많은 게이, 양성애자, MSM의 클라미디아, 임질을 비롯한 성병 발병률이 다른 집단에 비하여 더 높으며, 미국에서는 1차, 2차 매독 전체 사례의 83%를 차지한다.

### 정신 건강
게이 남성의 전반적인 정신 건강에 영향을 미치는 중요한 문제들이 있다. 미국에서는 게이와 양성애자 남성의 29.3%가 만성적으로 일상적인 심리적 고통을 겪고 있다고 보고하고 있다. 게이와 양성애자 남성은 사회에서 그들의 소수자 정체성 때문에 스트레스 요인에 지속적으로 노출되는 상당한 소수자 스트레스를 겪는다. 가족과 사회의 거부, 동성애 혐오증, 소외와 고립은 불안, 우울증, 자기 수용 부족과 같은 정신 건강 문제에 기여할 수 있다. 이러한 문제는 성적 학대를 경험한 게이 남성에게서 악화되는 것으로 밝혀졌다. 영국, 프랑스, 미국과 같이 게이 남성에 대한 사회적, 법적 보호가 있는 국가에서도 동성애자 남성에 대한 구조적이고 사회적인 낙인이 지속되며 차별이 게이 남성의 정신 건강에 부정적인 영향을 미치는 것으로 나타났다. 사실상, 이성애자 남성에 비해 게이와 양성애자 남성이 주요 우울증과 범불안 장애 모두를 가질 확률이 더 높다. 게이와 양성애자 남성은 자살할 위험 또한 더 크다. 이들은 자살을 시도했을 가능성이 가장 높으며 실제로 자살로 사망한 인구 통계학적 그룹 중 하나이다. 마지막으로, HIV 양성 상태는 고용주, 친구, 가족, 특히 아직 커밍아웃하지 않은 경우 자신의 상태를 공개하는 것을 두려워하는 많은 게이와 양성애자 남성의 정신 건강에 계속해서 큰 영향을 미친다.

### 수감

#### 미국

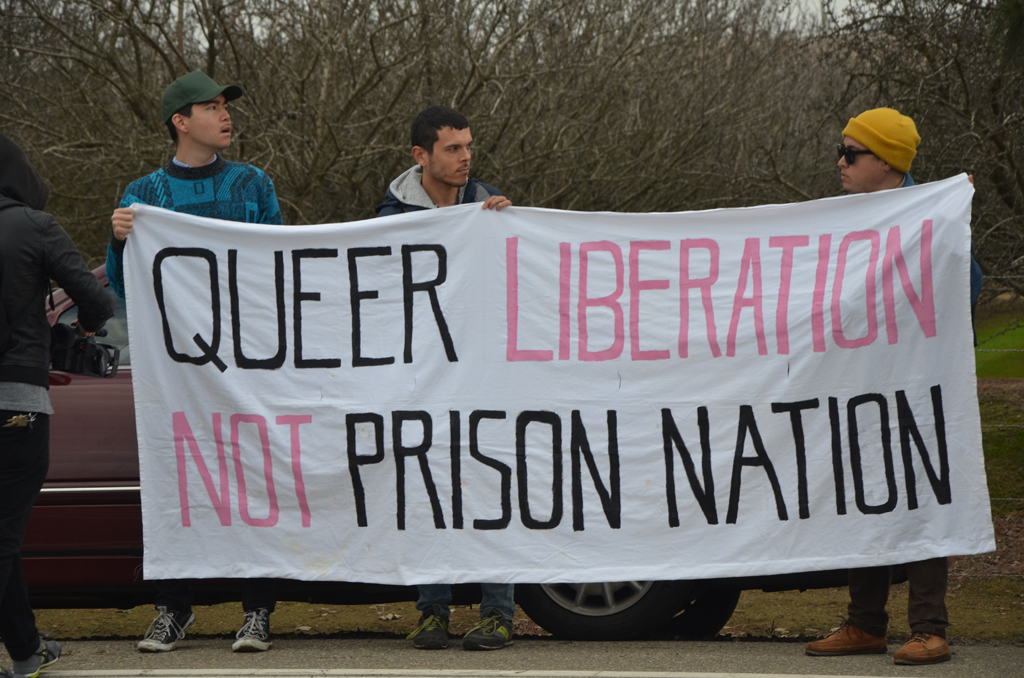
2013년 1월 캘리포니아주 차우칠라에서 대규모 감금에 반대하는 시위

2017년 미국 법무부와 UCLA 법대 윌리엄스 연구소가 실시한 설문 조사에 따르면 지역 및 주립 교도소에 수감된 전체 남성의 6.2%가 성소수자였으며, 동성애자 또는 양성애자로 확인된 비율은 3.3%, 동성애자 또는 양성애자임을 밝히지 않았지만 남성과 성관계를 가졌다고 보고한 사람(MSM)은 2.9%였다. 이 숫자는 주립 및 연방 교도소에 수감된 남성들 사이에서 더 높았다. 해당 집단에서 5.5%는 동성애자 또는 양성애자로 확인되었고 추가로 3.8%는 MSM이었다. 윌리엄스 연구소 연구팀은 또한 게이와 양성애자 남성이 동일한 범죄를 저지른 이성애자 남성에 비해 더 길고 가혹한 형을 받았다는 사실을 발견하였다. 동성애자와 양성애자 남성은 이성애자 남성보다 20년 이상의 징역형을 받을 가능성이 2.7배 더 높은 것으로 나타났으며, 투옥된 동안 독방 생활을 할 가능성이 더 높은 것으로 나타났다. 실제로 독방에 수감된 이성애자 남성이 18.2명인 것과 비교할 때 동성애자와 양성애자 남성은 26.8명으로 나타났다.
또한, 게이 남성은 감옥에 있는 동안 강간과 성적 학대의 위험이 증가한다. 국제 인권 단체 휴먼 라이츠 워치의 보고서에 따르면, 미국 교도소에서 수감된 게이 남성에 대한 강간은 행정적으로 묵살되는 경우가 흔한데, 그 이유는 게이 남성과 다른 남성이 맺는 모든 성적 접촉은 본질적으로 합의된 것이라는 오해 때문이다. 그 결과로 동성애자로 알려지거나 믿어지는 강간 피해자는 보통 치료나 법적 대응을 거부 당하기도 하고, 가해자가 처벌을 받지 않고 피해자를 계속 학대하는 경우가 많다. 활동가인 앤드리아 카바노프 컨에 따르면, 수감자에 대한 높은 성폭행 비율은 교도소 내 높은 HIV 감염률과 결합하여 게이와 양성애자 남성에게 투옥이 종종 "사망" 문제가 될 수 있음을 의미한다.

### 노숙

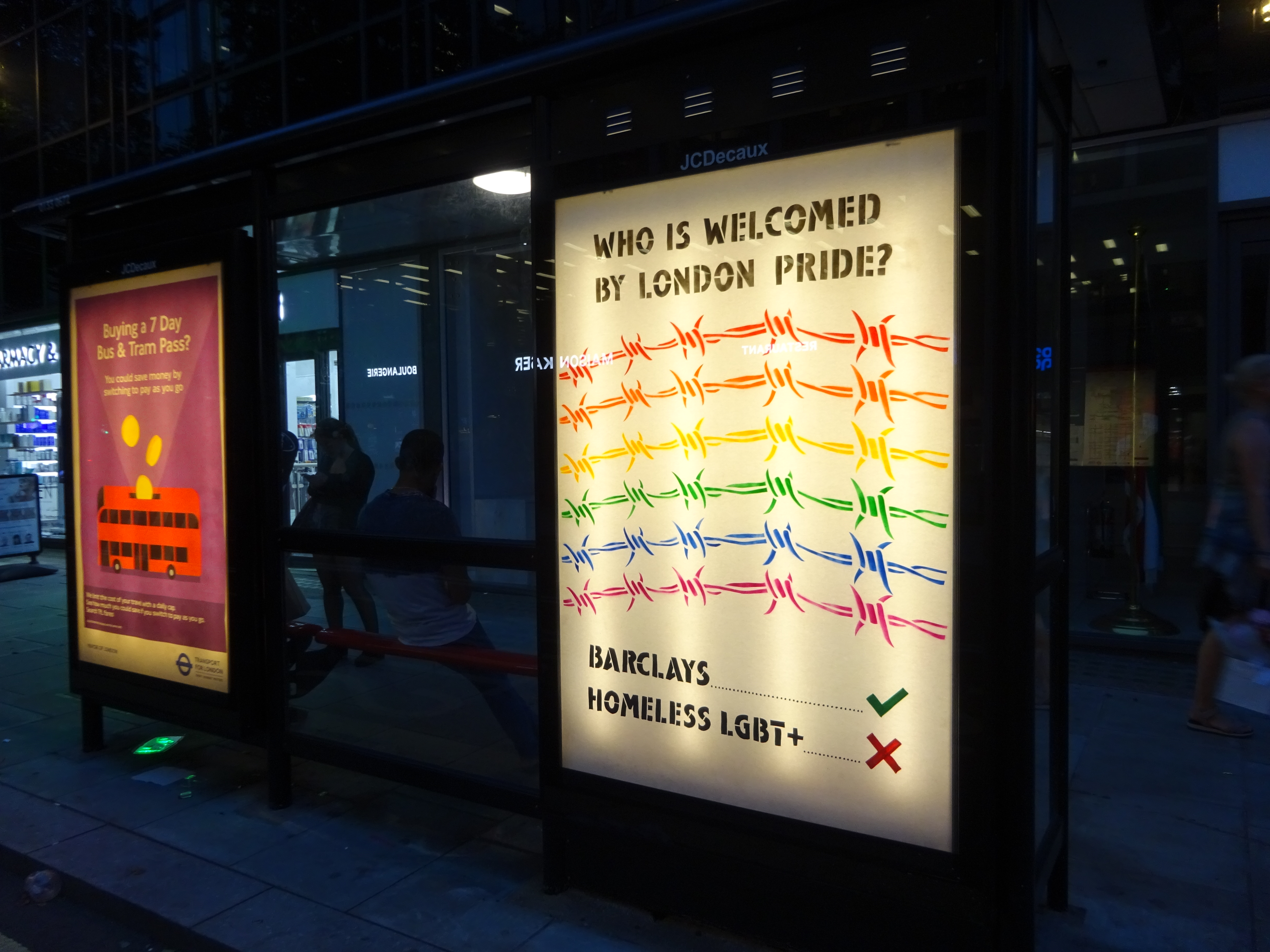
집이 없는 성소수자 배제에 항의하는 런던 광고

전 세계의 많은 젊은 게이 남성과 성소수자 청소년에게 노숙과 주거 불안은 심각한 문제이다. 독일을 제외한 서방 세계에서 노숙자 인구가 가장 많은 미국에서 주거가 불안정한 LGBT 청소년 인구의 추정치는 160만 명에서 280만 명 사이다. 한 미국 표본 조사에서 노숙자 LGBT 청소년의 거의 절반이 가족이 성적 지향이나 정체성을 거부하였기 때문에 집에서 쫓겨났다고 보고하였다. 젊은 게이 남성에게 불안정한 주거 환경은 많은 위험을 수반한다. 예를 들어, 연구에 따르면 젊은 게이 남성과 청소년은 노숙자일 때 성적인 폭력을 당할 가능성이 이성애자보다 더 높다. 또한, 노숙 경험이 있는 젊은 게이, 양성애자, 기타 MSM(17-28세) 중 60%는 분말 코카인과 MDMA, 41%는 환각제, 20%는 헤로인에 노출되었다. 약물 남용은 범죄 기록과 이후 투옥의 위험 요소로 간주되며, 많은 수의 젊은 MSM, 특히 유색인종 청소년은 청소년 사법 제도와 기타 다른 형태의 제도화를 조기에 접촉하는 경험을 한다. 제도화는 게이와 양성애자 청소년의 장래 인생에 영향을 줄 수 있으며, 장기간의 약물 중독, 생존을 위한 성노동 의존, 장기간의 노숙으로 이어질 수 있다. 성인 을 대상으로 노숙을 하거나 주거 불안이 있는 개인의 성적 지향 또는 성 정체성을 측정하기 위하여 국가적으로 수행된 데이터 세트는 아직 존재하지 않는다. 그러나 일부 추산에 따르면 LGBT 커뮤니티는 미국 노숙자 인구의 20~40%를 차지한다.

## 커뮤니티와 정체성

### 하위 문화

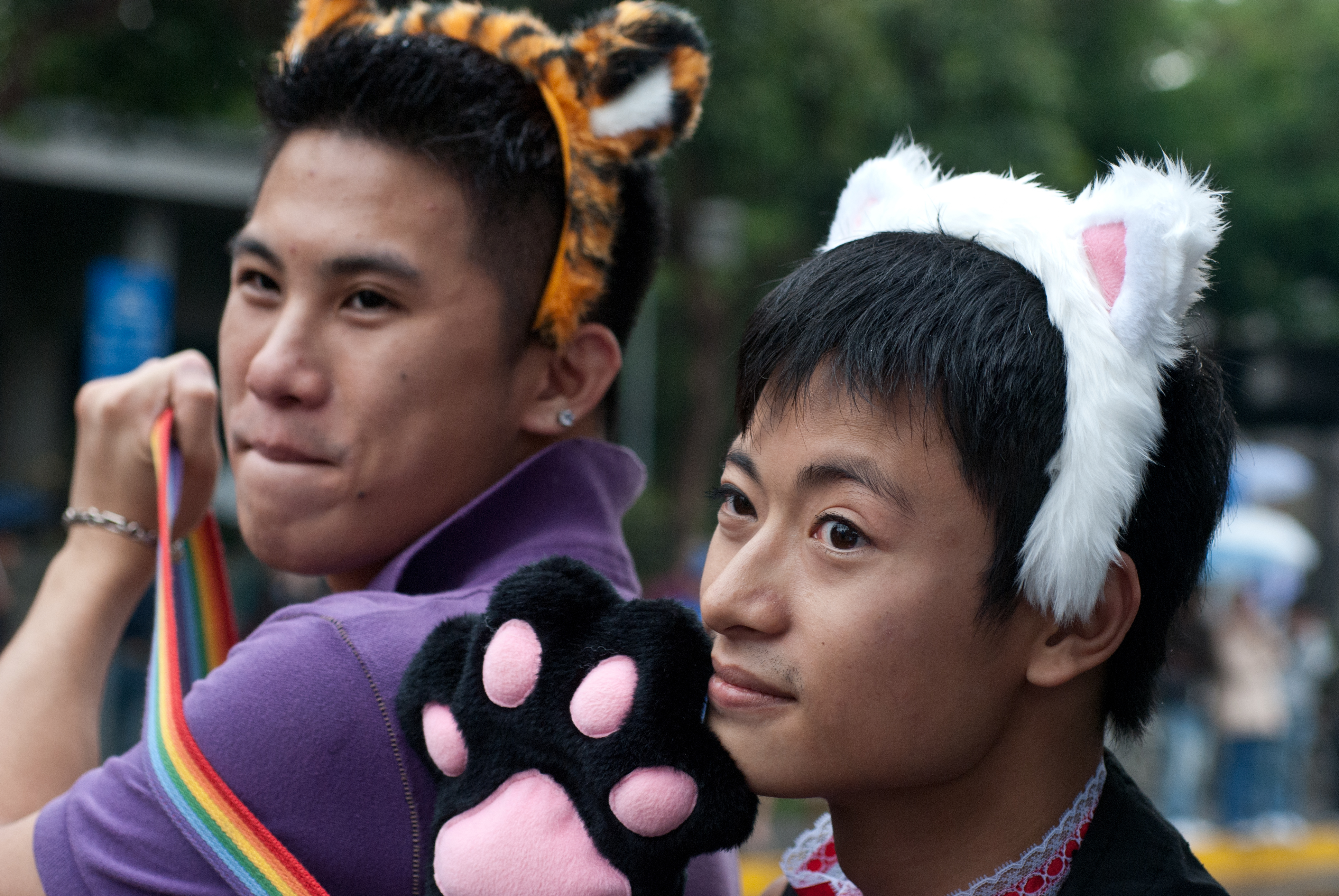
타이완 프라이드 행사에 참가한 두 명의 젊은 게이 남성

북미와 유럽에서 게이 남성은 트윙크, 베어, 오터, 퀸, 작, 게이머 등을 비롯한 여러 하위 문화를 가지고 있다. 학자들에 따르면, 주로 "게이 미국인 생활 방식"의 일부로 시작된 이러한 하위 문화는 어떤 면에서는 전 세계 게이 문화의 "글로벌 템플릿"이 되었다. 게이 문화가 서서히 형성되고 있는 인도에서는 반동성애 "사회적 가치관, 카스트 제도, 중매 결혼, 커밍아웃으로 상속을 박탈 당할 확률이 높음"에도 불구하고 일부 게이 남성들은 성숙하고 독특한 인도 문화를 발전시키기 위하여 노력하는 한편, 글로벌 게이 문화의 측면도 받아들이고 있다. 스스로를 베어라고 밝힌 한 인도 게이 남성은 인터뷰에서 다음과 같이 말하였다. "[이성애자들]은 두툼한 반지와 팔찌, 헤비메탈 티셔츠를 입고 할리 데이비슨을 탄 나를 보기 때문에, 이것은 여성스러운 게이에 대한 인도의 고정관념에 맞지 않는다. 나는 여성스러워지는 것에 대하여 아무런 불호도 없지만, 모든 게이 남성이 그런 것은 아니다 ... [인도에서] 베어 문화를 장려하면 더 많은 남성이 편안하게 커밍아웃하고 겉치레로 하는 이성애 결혼의 함정을 피하게 될 것이다." 이미 게이 남성의 성숙한 도시 커뮤니티가 갖춰진 캐나다에서 일부 게이 예술가들은 게이 하위 문화의 사회적 수용 가능성이 종종 서구의 전통적인 미의 기준과 얼마나 밀접하게 일치하는 지에 달려 있다는 사실에 대항하고자 노력하고 있다. "LOVED" 전시회에서 베어 커뮤니티를 소개한 비디오 아티스트 마이크 와일드는 이렇게 말하였다. "미디어가 집착하는 비만, 체중 감소, 체형, 노화 등은 우리가 행복해져야 하는 것들이다. 우리는 더 살찌고, 더 늙어간다. 이것과 싸우고 비참해질 수도 있고, 그저 받아들이고 자신이 가진 몸을 사랑하며 살아갈 수도 있다." 영국의 저널리스트들은 그라인더와 같은 모바일 앱이 게이 남성 커뮤니티 내에서 자기 구분 하위 문화["부족"(tribe)이라고도 함]를 만드는 데 수행한 역할에 주목하였다. 미국에서는 젊은 이성애자들이 젊은 게이 남성의 미학을 차용하였고 일부에서는 이것이 "아트 트윙크"라고도 불린다.

### 청소년

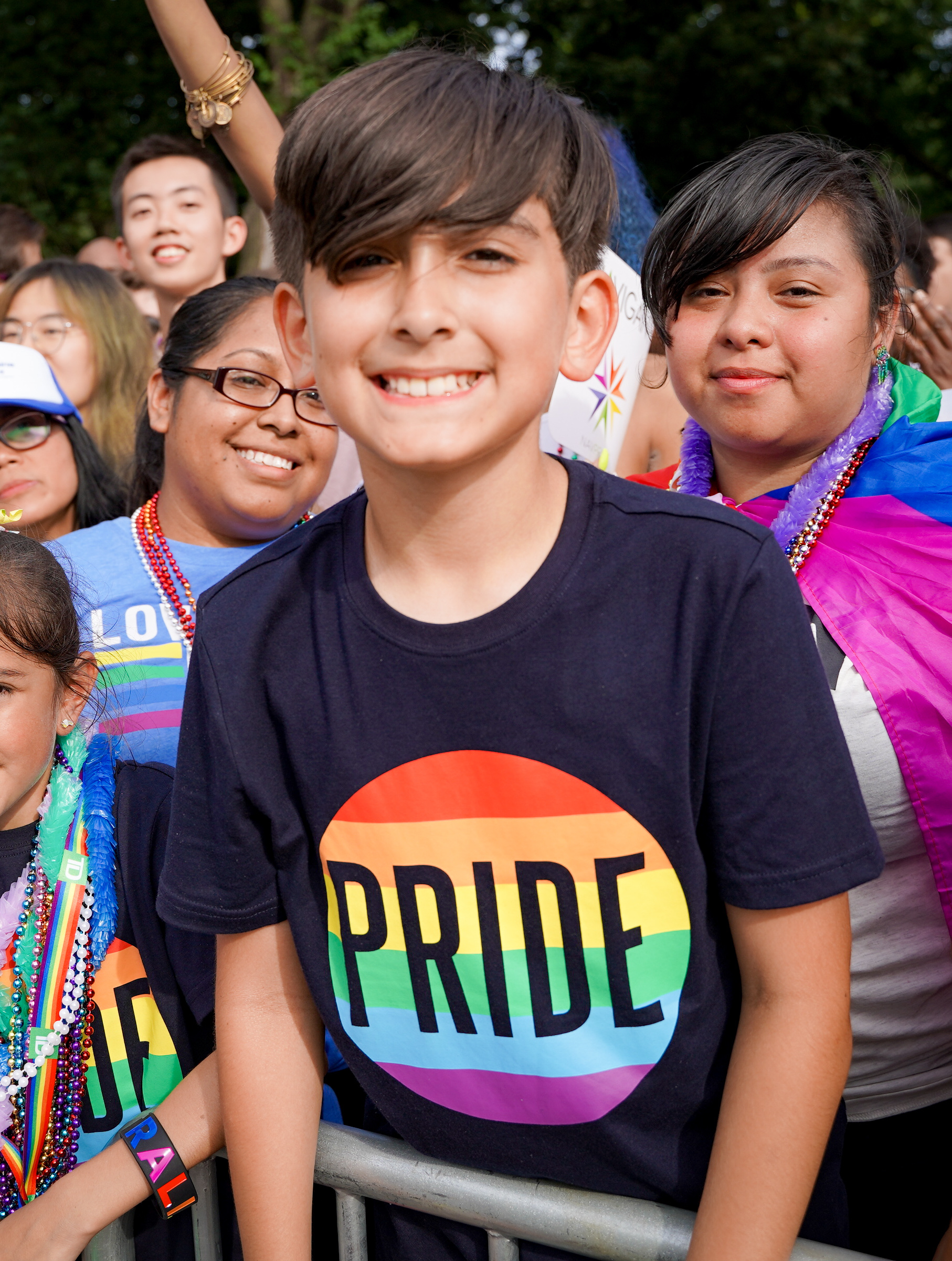
DC 프라이드에 참가한 청소년

게이 청소년, 소년, 젊은 남성은 게이 남성 인구 중에서도 특히 취약한 집단이다. 많은 국가에서 정체성 문제, 괴롭힘, 가족의 수용 부족 등이 동성애자로 정체화한 청소년들이 직면하는 주요 문제로 꼽힌다. 또한 전 세계적으로 게이 소년과 청소년들은 전환 치료, 가정 폭력, 그리고 기타 형태의 신체적 학대와 같은 더욱 극단적인 형태의 폭력에 주기적으로 노출되고 있다. 이러한 문제들은 게이와 양성애자 남성 청소년의 웰빙에 해로운 영향을 미치는 것으로 나타났다. 2019년 질병통제예방센터(CDC) 보고서에 따르면 미국에서 게이와 양성애자 소년 및 청소년의 자살 사고율이 40.4%에 달하는 것으로 나타났다. 그러나 CDC에 따르면 부모의 지지가 게이와 양성애자 청소년의 건강 결과를 개선하는 데 중요한 역할을 할 수 있으며, 게이 청소년이 우울증을 경험하거나, 자살을 시도하거나, 약물과 알코올을 사용하거나, 성병에 감염될 가능성을 감소시킬 수 있다고 한다. 교육자들에게는 다양성을 포함한 교육과정과 또래 지원 장소(예: 북미의 퀴어-스트레이트 얼라이언스)의 개발이 괴롭힘과 사이버 폭력의 빈도와 영향을 줄이는 방법으로 제안되었다. 이러한 조치는 게이와 양성애자 남학생들에게 특히 중요하다. 2019년 사미르 힌두자와 저스틴 패친의 연구에 따르면, 이들은 최근 30일 동안 학교(73.9%)와 온라인(30%)에서 괴롭힘을 경험한 두 번째로 가능성이 높은 집단(트랜스젠더 학생 다음)이었다. 포용적이고 다양한 교육과정에 대한 이러한 요구에도 불구하고, 현재 스코틀랜드만이 공립학교 시스템에서 성소수자 포용적 교육과정을 의무화한 세계 유일의 국가이다. 많은 국가들이 LGBT 교육에 대해 단편적인 접근을 하고 있는 반면, 일부 국가들(미국의 여러 주를 포함)은 동성애 친화적 교육의 포함을 명시적으로 금지하고 있다. 게이 청소년들이 직면한 어려움에도 불구하고, 연구들은 게이 남성 청소년들이 이성애자 또래들보다 스트레스와 다른 발달 과제들을 더 성공적으로 극복할 수 있는 기술을 개발한다는 것을 발견했다. 게이로 정체화한 청소년들은 이성애자 또래들과 비교했을 때 더 높은 수준의 회복력, 긍정적 자아존중감, 내적 자기조절을 보여준다.

### 아버지

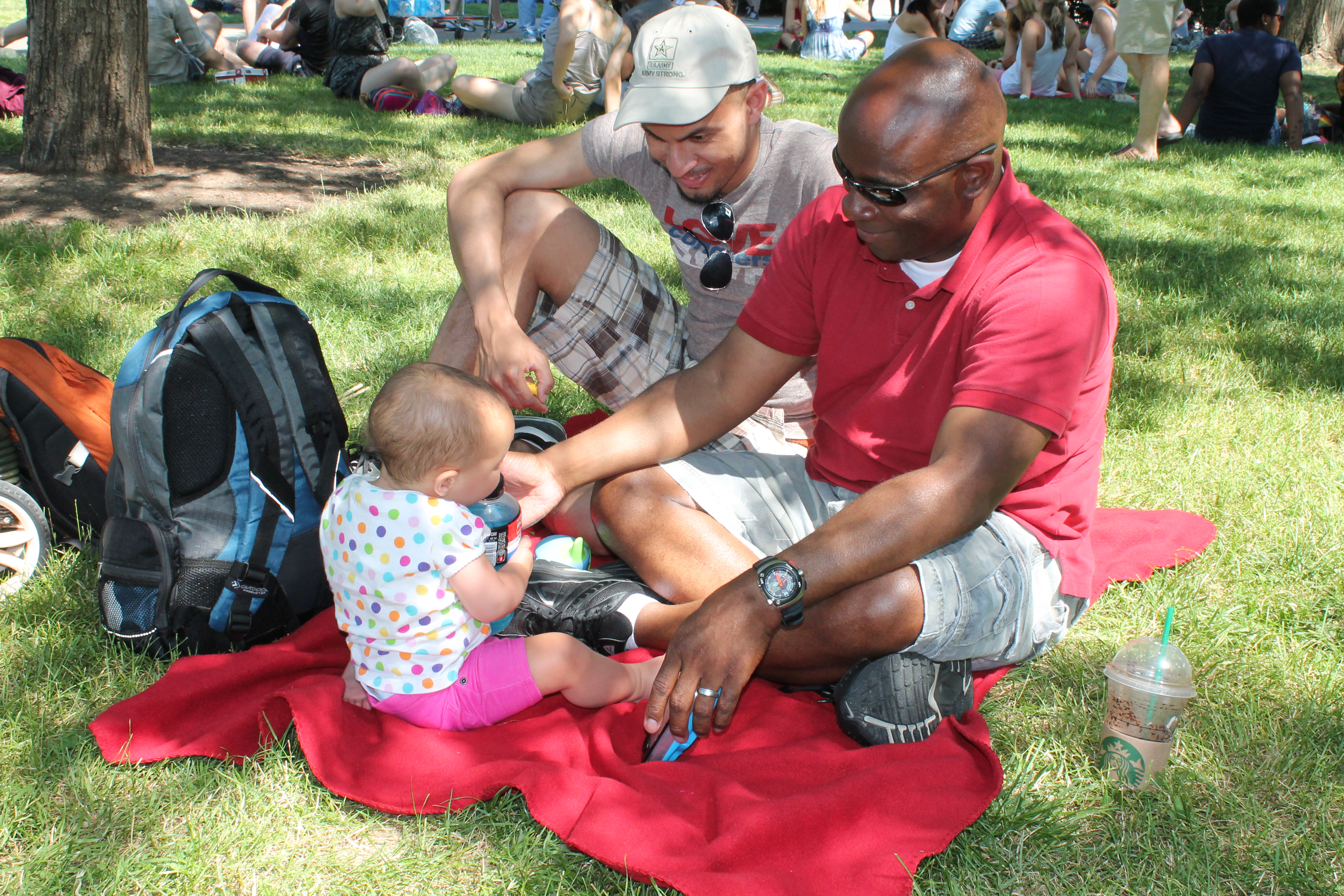
두 아버지와 자녀

오늘날 대부분의 국가에서 동성 커플의 입양은 법적으로 허용되지 않는다. 그러나 서유럽, 남미 대부분 지역, 북미에서는 게이 남성이 입양, 대리모, 이전 관계에서의 출산 등 다양한 방법으로 아버지가 될 수 있다. 최근 몇 년간 앤더슨 쿠퍼와 엘튼 존과 같은 유명 게이 남성들이 아버지가 되어 화제가 되었으며, 텔레비전에서도 동성애자 아버지들이 점점 더 많이 등장하고 있다(비록 이러한 묘사들이 단편적이라는 비판을 받기도 한다.). 이러한 가시성과 재현의 진전에도 불구하고, 동성애자 아버지와 그들의 가족은 여전히 친척, 이웃, 그리고 다른 공동체 구성원들로부터 높은 수준의 차별과 사회적 낙인을 경험하고 있다. 미국에서는 동성애자 아버지의 3분의 2가 사회적 낙인을 경험했다고 보고하며, 3분의 1은 자신의 자녀들이 동성애자 부모를 두고 있다는 이유로 다른 아이들로부터 낙인찍혔다고 보고한다. 동성애자 아버지와 그들의 자녀에 대한 광범위한 사회적 낙인에도 불구하고, 대부분의 사회과학 연구는 동성애자 아버지의 자녀들이 이성애자 부모의 자녀들과 동등하게 잘 적응하고 있음을 보여준다. 실제로 영국에서는 연구자들이 동성애자 아버지가 입양한 자녀들이 레즈비언이나 이성애자 커플이 입양한 자녀들보다 분노 수준과 부모에 대한 과도한 의존도가 낮으며, 긍정적인 대처 메커니즘 점수는 더 높다는 것을 발견했다. 또한 스위스 연구자들은 동성애자 아버지들이 자녀가 부정적인 감정을 표현할 때 이성애자 아버지들보다 짜증을 덜 내는 것으로 보고했으며, 동성애자 남성들이 이성애자 남성들보다 파트너에 대해 더 높은 수준의 따뜻함과 협력을 보인다는 것을 발견했다.

### 노인

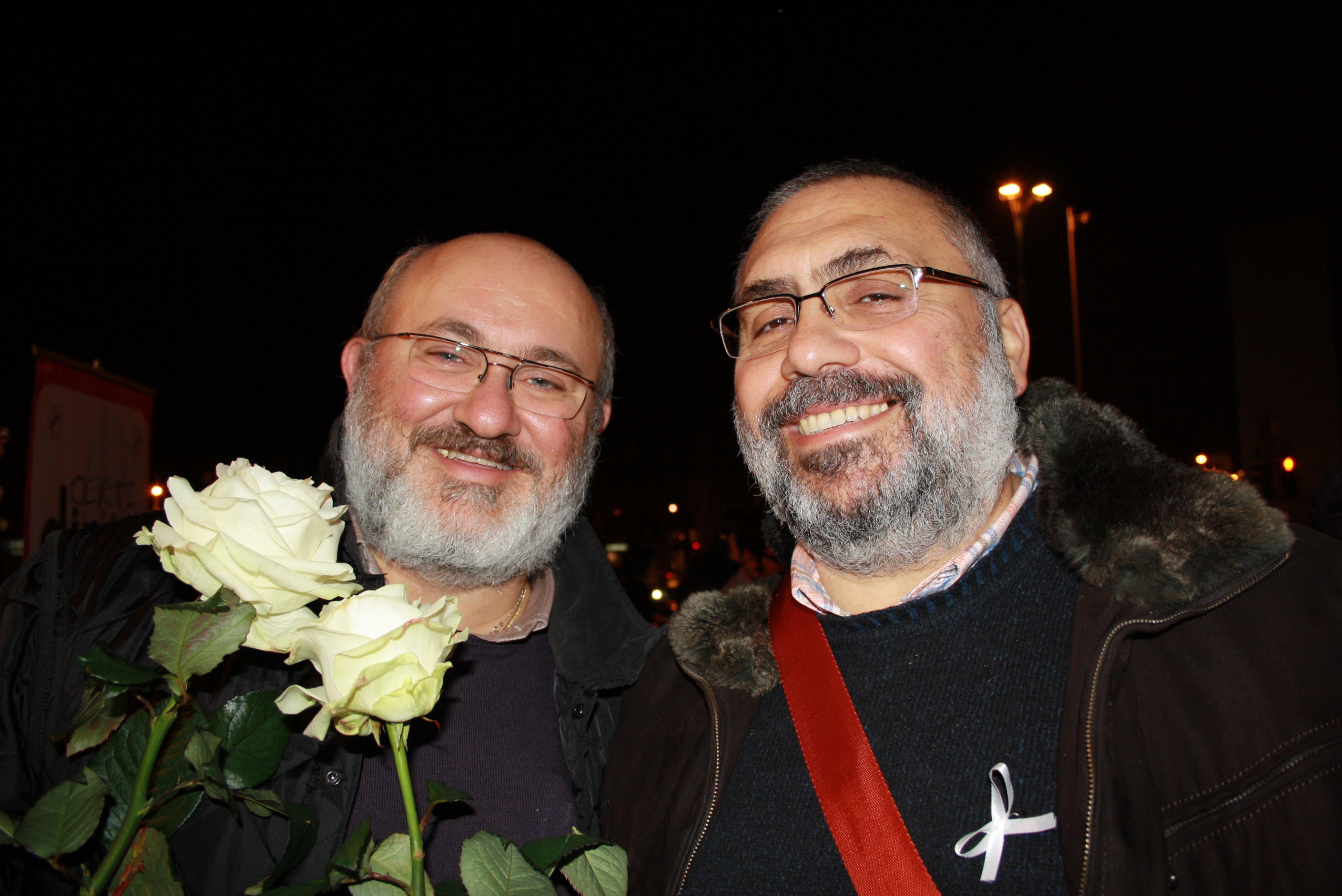
2010년 3월 두 명의 게이 남성 노인

고령의 게이 남성은 게이 남성 공동체 내에서 가장 연구가 덜 된 집단 중 하나이다. 멕시코에서는 2019년에 비다 알레그가 국내 최초의 성소수자 노인 센터로 문을 열었다. 이 센터의 설립자 사만다 플로레스에 따르면, 멕시코의 많은 고령 게이 남성들에게 외로움이 주요 문제라고 한다. 그는 "나이 든 게이 남성들이 센터에 와서 울면서 자신들이 얼마나 불행한지 털어놓는 것을 보았다... 그들은 보통 자녀가 없고, 많은 경우 가족들에게 버림받았기 때문에 사회적 접촉을 위해 자신들이 선택한 가족이나 친구들에게 의지해야 한다"고 말했다. 플로레스에 따르면, 멕시코의 이러한 고령 게이 남성들 중 다수가 에이즈 유행 시기에 많은 친구들과 파트너들을 잃은 경험 때문에 외상 후 스트레스 장애(PTSD)를 겪고 있다고 한다. 프랑스에서는 다큐멘터리 영화감독 세바스티앙 리프시츠가 2012년 《레 앵비지블》이라는 프랑스의 고령 동성애자들에 대한 다큐멘터리를 제작했는데, 그는 젊은 동성애자들과 고령 동성애자들 사이에 상당한 이념적 차이가 있음을 발견했다. 리프시츠는 "이해해야 할 중요한 점은 프랑스의 이 고령 동성애자 세대가 프랑스 사회의 이성애자, 부르주아 모델에 온 힘을 다해 맞서 싸웠다는 것이다. 오늘날 훨씬 더 젊은 동성애자 커플들이 결혼하고 아이를 입양할 권리를 요구하고 있다는 사실을 고령 동성애자 세대는 이해하지만, 자신들을 위해서는 원하지 않는다"고 말했다. 마지막으로, 미국에서는 학자들이 대부분의 고령 미국 게이 남성들이 "이상하고 외로운 존재"가 아니라 오히려 "자신들의 동성애와 노화 과정에 잘 적응하고 있다"는 것을 발견했다.

### 젠더 정체성
트랜스젠더 및 젠더 비순응 게이와 양성애자 남성에게는 게이 남성 공동체 내에서 그들의 경험을 형성하는 고유한 정체성 측면이 있다. 캐나다에서 게이와 양성애자 트랜스 남성들은 흔히 그라인더와 틴더 같은 특정 앱과 웹사이트를 사용하여 연인과 성적 파트너를 찾는다. 캐나다의 트랜스 남성들은 개인적 발전(성별 전환 등)과 사회역사적 변화(트랜스 남성의 가시성 증가와 가상 데이팅 애플리케이션의 부상 등)가 급격히 변화하는 성적, 로맨틱한 기회를 만들어내고 있다고 보고한다. 실제로 2017년에는 대부분의 캐나다 게이 트랜스 남성들이 만족스러운 성생활을 하고 있다고 보고했다. 미국에서는 학자들이 트랜스 남성들이 시스젠더 사람들보다 양성애자로 정체화할 가능성이 더 높다고 보고한다. 또한 미국의 게이와 양성애자 트랜스 남성들이 시스젠더 또래들과 비교할 만한 수준의 자존감, 성적 만족도, 심리적 적응을 보고한다고 지적한다. 2009년 《뉴욕》 잡지와의 인터뷰에서, 퀴어로 정체화하는 작가 아모스 맥은 "나는 매우 '패그'(fag)로 정체화한다. 나는 게이 남성 공동체에 끌리며, 그렇게 나 자신을 구현한다. 나는 약간의 개성이 있는 남자들에게 끌린다. 그들이 반드시 동성애자일 필요는 없지만, 퀴니(queeny)할 수 있다. 나는 예술적인 퀸을 좋아한다"고 말했다. 맥은 또한 성소수자 남성으로 살아가는 것이 그에게 여성적인 면을 표현할 수 있게 해준다고 말했는데, 이는 그가 더 이상 공개적으로 남성적인 자세를 강요할 필요성을 느끼지 않기 때문이라고 한다. 2017년 그의 저서 《트랜스 호모》에서 샌프란시스코 주립대학의 아비 벤-제브 교수는 공동체 내 트랜스 게이 남성의 역사적 존재에 대해 다음과 같이 언급한다. "루 설리번과 같은 선배들이 길을 닦았고, 트랜스 남성들이 게이 남성 공동체의 필수적인 부분이었고 지금도 그렇다는 사실에 대해 어느 정도 가시성을 부여했다. 하지만 우리 트랜스 호모(그리고 우리의 연인들)는 여전히 이러한 공동체 내에서조차 많은 이들에게 신비로운 존재이다." 2004년의 개인 에세이 모음집에서 한 남성은 게이 트랜스 남성으로서의 정체성 형성에 대해 다음과 같이 썼다. "나는 동성애자이거나 트랜스젠더인 것이 부자연스럽다고 느낀 적이 없다. 나는 항상 자신의 젠더, 성적 지향, 또는 생식능력에 의문을 제기하지 않는 사람들이 오히려 이상하다고 느꼈다. 만약 누군가에게 외부인의 라벨이 필요하다면, 그것은 인간의 성을 받아들이는 사람들이 아니라 그것에 대해 도덕적 판단을 하는 사람들이다."

### 장애

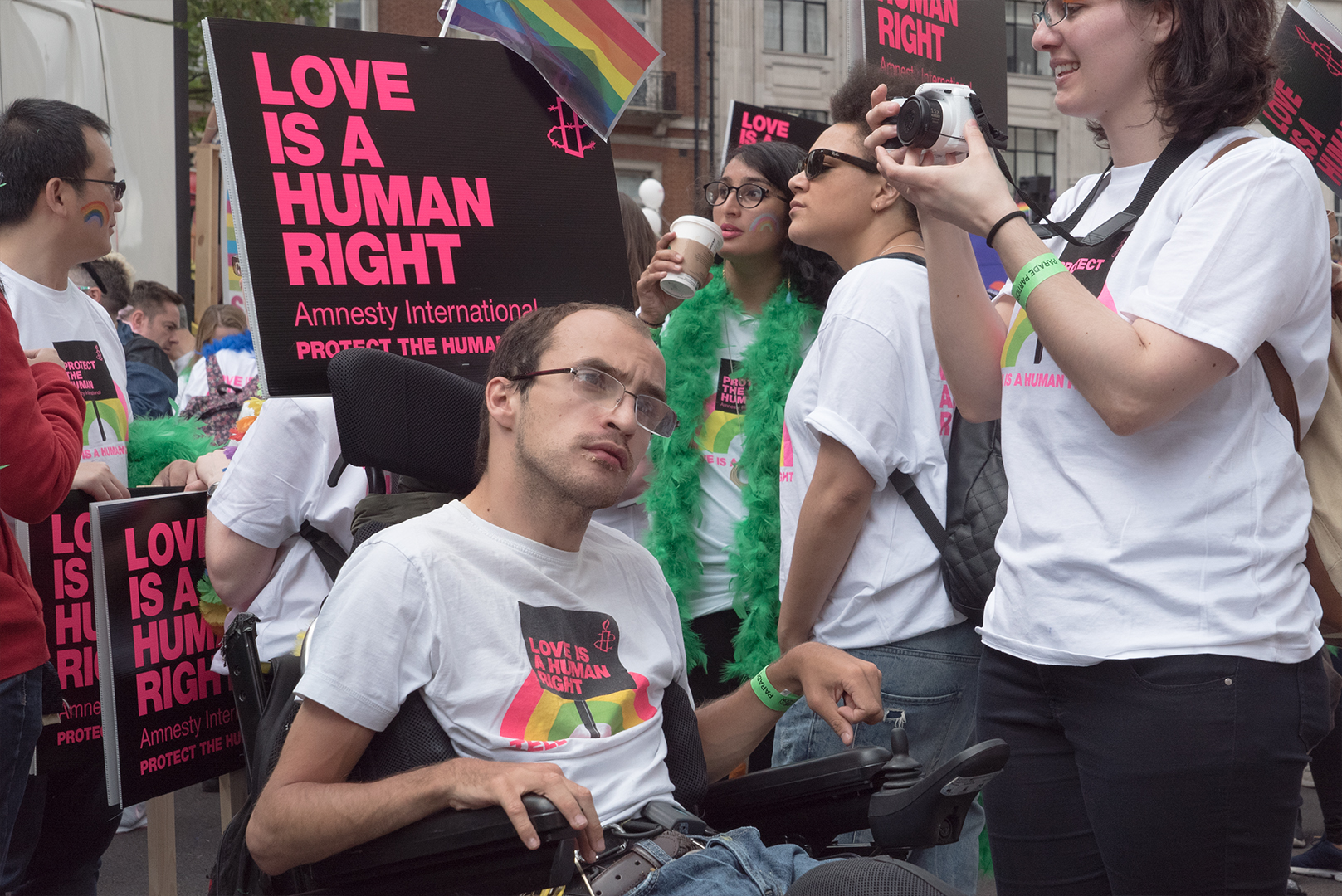
2016년 런던 프라이드에 참가한 휠체어를 탄 게이 남성

장애를 가진 게이 남성들은 공동체의 중요하지만 대표성이 부족한 부분을 차지한다. 파인버그 의과대학에 따르면, 미국의 모든 게이 남성의 26%, 양성애자 남성의 40%가 어떤 형태로든 장애를 가지고 있다. 그럼에도 불구하고, 장애를 가진 게이 남성들은 신체적 외모와 관습적인 매력의 기준을 둘러싼 사회적 기대 때문에 불편함을 느낀다고 보고한다. 길랑-바레 증후군을 앓고 있는 아론 앤더슨이라는 한 남성은 이렇게 말했다. "게이 남성들은 모든 것이 완벽해야 한다고 너무나 길들여져 있다. 모든 것을 다 갖춰야 한다. [내 몸은] 전혀 완벽하지 않다. 내가 아는 게이 남성들은 [내 장애를] 어떻게 다뤄야 할지 모른다. 그들은 그것이 문제가 아닌 것처럼 가장하거나, 피상적인 지인들은 그저 나를 무시할 뿐이다." 장애를 가진 게이 남성들은 또한 장애인 공동체의 구성원들이 종종 사회에 의해 무성화(desexualized)된다고 느낀다고 말한다. 이러한 무성화는 장애를 가진 게이 남성들의 건강에 심각한 영향을 미칠 수 있다. 일리노이 대학교 시카고 캠퍼스의 박재진은 정확한 성교육과 성 관련 정보가 일반적으로 장애인 공동체 구성원들에게 제공되지 않는다고 지적했는데, 이는 공동체의 남성들이 세이프 섹스 실천에 대한 정보를 얻지 못하게 할 수 있다. 한편, 장애학 분야에서 학자들은 장애를 가진 게이 남성들을 위한 공적 정체성과 공통 문화를 확립하는 것의 중요성을 강조한다. 최근 몇 년 동안, 장애를 가진 퀴어 남성들은 라이언 오코넬의 2019년 넷플릭스 시리즈 《스페셜》과 성적 유동성이 있는 미국 모델 나일 디마코의 온라인 인기를 통해 주류 미디어에서 어느 정도 가시성을 얻었다.

## 같이 보기
- 레즈비언
- 동성애